# Mines du Laurion
Vous lisez un « article de qualité » labellisé en 2009.

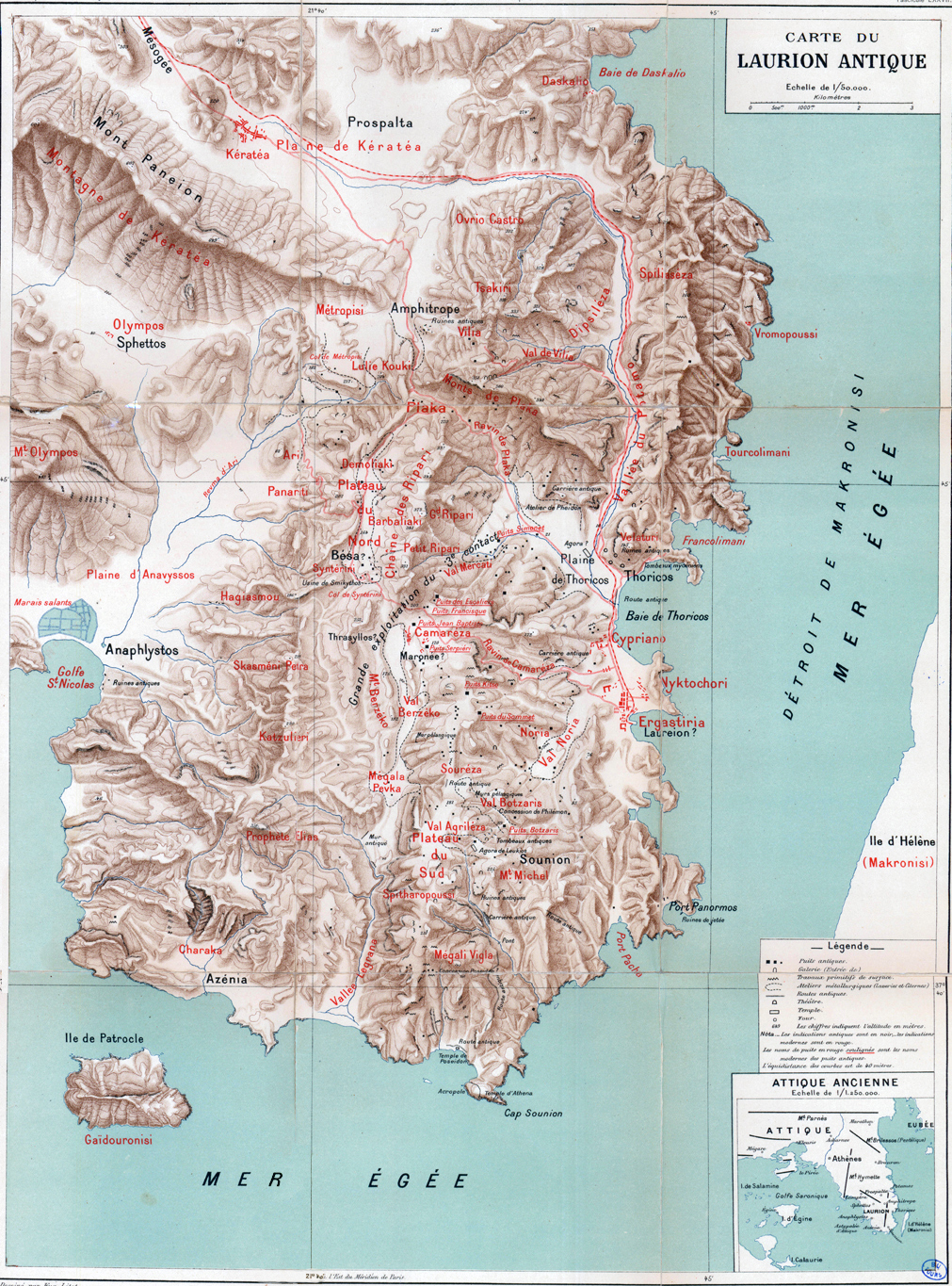
Carte du Laurion antique.

Les mines du Laurion sont d'anciennes mines de cuivre, de plomb mais surtout connues pour l'argent qu'elles ont produit. De nombreux vestiges (puits, galeries, ateliers de surface) en marquent encore le paysage de la pointe méridionale de l'Attique, entre Thorikos et le cap Sounion, à une cinquantaine de kilomètres au sud d'Athènes, en Grèce.
Après une phase préhistorique d'exploitation du cuivre et de la galène argentifère, une reprise générale de l'exploitation date de l'époque classique. Les Athéniens y déployèrent alors une énergie et une inventivité spectaculaires pour en tirer le maximum de minerai, en y affectant notamment de très nombreux esclaves. Cela contribua notablement à la fortune de la cité et fut sans doute décisif dans l'établissement, à l'échelle du monde égéen, de la thalassocratie athénienne. Le développement de la monnaie athénienne et sa fonction de monnaie de référence dans tout le monde grec à cette époque s'expliquent également par la richesse des gisements exploités au Laurion, première grande étape de l'histoire des mines d'argent.
Reprises à l’Époque byzantine comme le montrent des restes de céramiques et des traces de foudroyage de galeries antiques, les mines sont abandonnées au Ier siècle av. J.-C., puis « redécouvertes » en 1860 et exploitées pour leurs résidus plombifères par des compagnies française et grecques (jusqu'en 1977).

## Histoire de l'exploitation du Laurion
Elle est encore incomplètement connue, mais les périodes les plus anciennes font l'objet d'un Programme International de recherches en cours.
D'après la datation récente de restes de céramique, de maillets à gorges (en roche volcano-sédimentaire) ces mines sont exploitées au moins depuis le Néolithique final/Helladique ancien, soit vers 3 200 ans av. J.-C.
Des fouilles archéologiques entamées en 2012 dans le socle géologique de marbres et schistes de l’acropole de Thorikos sont en train de mettre au jour un vaste labyrinthe de puits, chantiers et de galeries de mines (près de 5 km ont fait l'objet d'une cartographie photogrammétrique en quatre ans ce qui en fait déjà le plus grand réseau souterrain exploré dans cette partie du monde égéen, baptisé « réseau Mythos »).
Les mineurs (sans doute pour la plupart esclaves et probablement souvent enfants ou adolescents car la hauteur des galeries n'excède souvent pas 30 à 40 cm) y travaillaient dans des conditions très difficiles dans un air chaud (plus de 21 °C aujourd'hui), et appauvri en oxygène où ils devaient, à la faible lueur de lampes à huile, creuser des roches souvent très dures et - au niveau du minerai de plomb argentifère - inhaler et ingérer des poussières riches en plomb, source de saturnisme ;
« Que ces mines aient été exploitées de très haute antiquité, c'est ce que tout le monde sait » écrit Xénophon en 355 av. J.-C. De fait, l'exploitation des mines du Laurion commença dès l'âge du bronze ancien, les analyses isotopiques du plomb présent dans les objets de cette époque indiquant qu'ils étaient fabriqués, pour une large part, avec du métal provenant du Laurion. On dispose par ailleurs de preuves matérielles de cette exploitation au tout début de l'époque mycénienne, au XVIe siècle av. J.-C., puisqu'on a retrouvé à Thorikos un bloc de litharge témoignant de la pratique de la coupellation dès cette époque, pratique qui s'est poursuivie puisque d'autres débris de litharge ont été découverts à des niveaux datant de la période protogéométrique (XIe siècle av. J.-C.). L'exploitation du gisement était alors de surface, le minerai affleurant au contact du schiste et du calcaire.

### Découverte du troisième contact et développement de la thalassocratie athénienne auVesiècle

#### Le gisement de Maronée et la loi navale de Thémistocle (483)
L'exploration des mines, plus systématique à partir de la fin du VIe siècle av. J.-C., devint au Ve siècle av. J.-C. une source importante de revenus pour les Athéniens. La cité exploita en effet à cette époque un nouveau gisement particulièrement riche, près du bourg de Maronée, qui, contrairement aux deux précédents, n'apparaissait pas à la surface, mais se situait dans les profondeurs du sous-sol athénien, probablement à la frontière (ou « contact ») du schiste inférieur et du marbre inférieur. Le minerai présent à ce « troisième contact » nécessitait donc une exploitation souterraine, exploitation qui fut intense : on dénombre aujourd'hui plus de mille puits et 120 à 150 km de galeries datant de l'époque classique, l'ensemble de ces vestiges miniers couvrant plusieurs dizaines d'hectares.

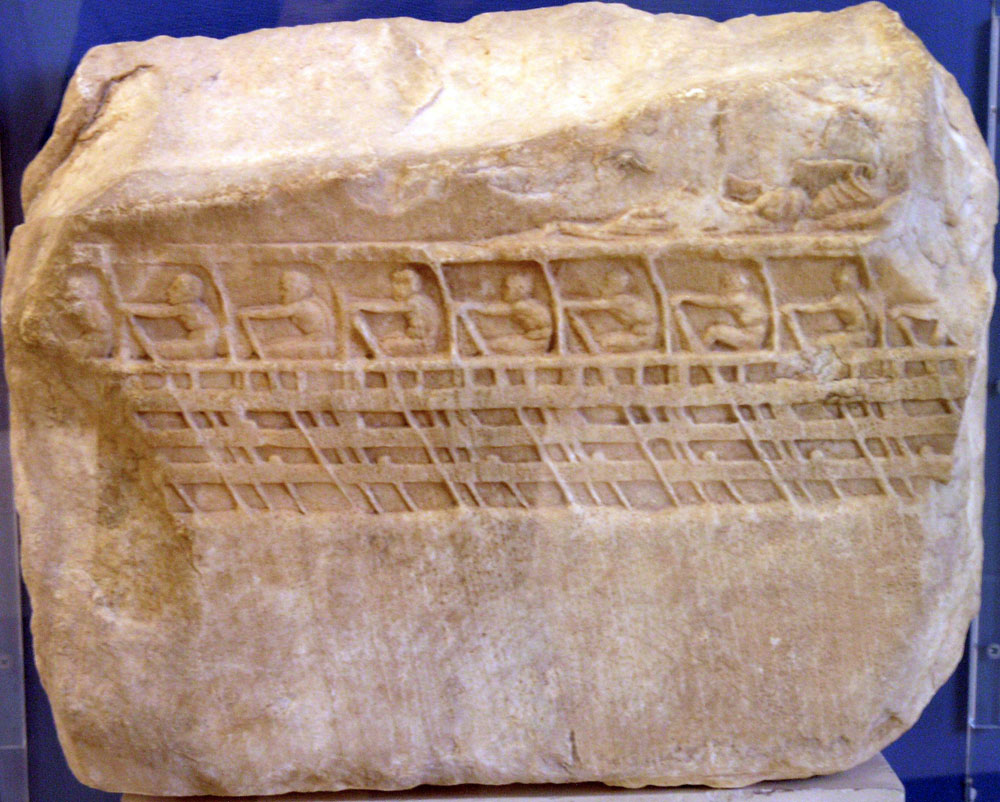
Bas-relief représentant une trière. « Relief Lenormant », Vers 410-400 av J.C, Musée de l'Acropole d'Athènes.

Cette nouvelle découverte permit à l'État athénien de disposer, au moment de la deuxième guerre médique, en 483 av. J.-C., d'un revenu exceptionnel d'environ cent talents (600 000 drachmes, soit 2,5 tonnes d'argent), dont on ne sait s'il résultait de l'accumulation des recettes d'une ou de plusieurs années. Plutôt que de partager cette plus-value entre tous les citoyens, Thémistocle proposa que les revenus de la mine soient confiés aux plus riches des Athéniens, à charge pour eux de faire construire, en deux tranches annuelles, 200 trières. En 480 av. J.-C., Athènes possédait ainsi ces 200 navires, ce qui en faisait la plus puissante flotte grecque. La victoire de Salamine et, par la suite, la prépondérance de l'empire athénien dans le cadre de la ligue de Délos sont les conséquences directes de cette suprématie.

#### Un gisement découvert depuis quarante ans
Si c'est au Ve siècle av. J.-C. et au IVe siècle av. J.-C. que la cité athénienne tira des revenus importants de l'exploitation de ce troisième contact, sa découverte effective remontait sans doute au dernier quart du VIe siècle av. J.-C. De fait, compte tenu des contraintes liées à l'exploitation minière, on voit mal comment les Athéniens auraient simultanément découvert le gisement et recueilli 200 talents de revenu en 483 av. J.-C., comme les historiens l'ont longtemps considéré en s'appuyant sur une traduction erronée du passage de la Constitution d'Athènes d'Aristote faisant référence aux mines.
En effet, la découverte est sans doute antérieure de quelques décennies à la loi navale de Thémistocle, probablement autour de 520 av. J.-C., comme le confirment les analyses menées sur les monnaies athéniennes de l'époque : de fait, il semble que l'exploitation du troisième contact corresponde à l’émergence d'un nouveau type monétaire d’argent à Athènes, le tétradrachme à la chouette, d’ailleurs également appelé « chouette lauriotique » dans l’Antiquité, ce qui confirme le lien existant entre la présence de ces gisements et la frappe de cette monnaie athénienne composée exclusivement d'argent provenant des mines du Laurion. Cette monnaie d’argent, de grande réputation du fait de la qualité du minerai du Laurion, s’impose à l’époque classique comme monnaie d’échange internationale à l’échelle de la Méditerranée orientale, ce qui n’est pas sans contribuer à la prépondérance commerciale de la place athénienne.

#### Guerres médiques et prospérité des mines au moment de la Pentécontaétie

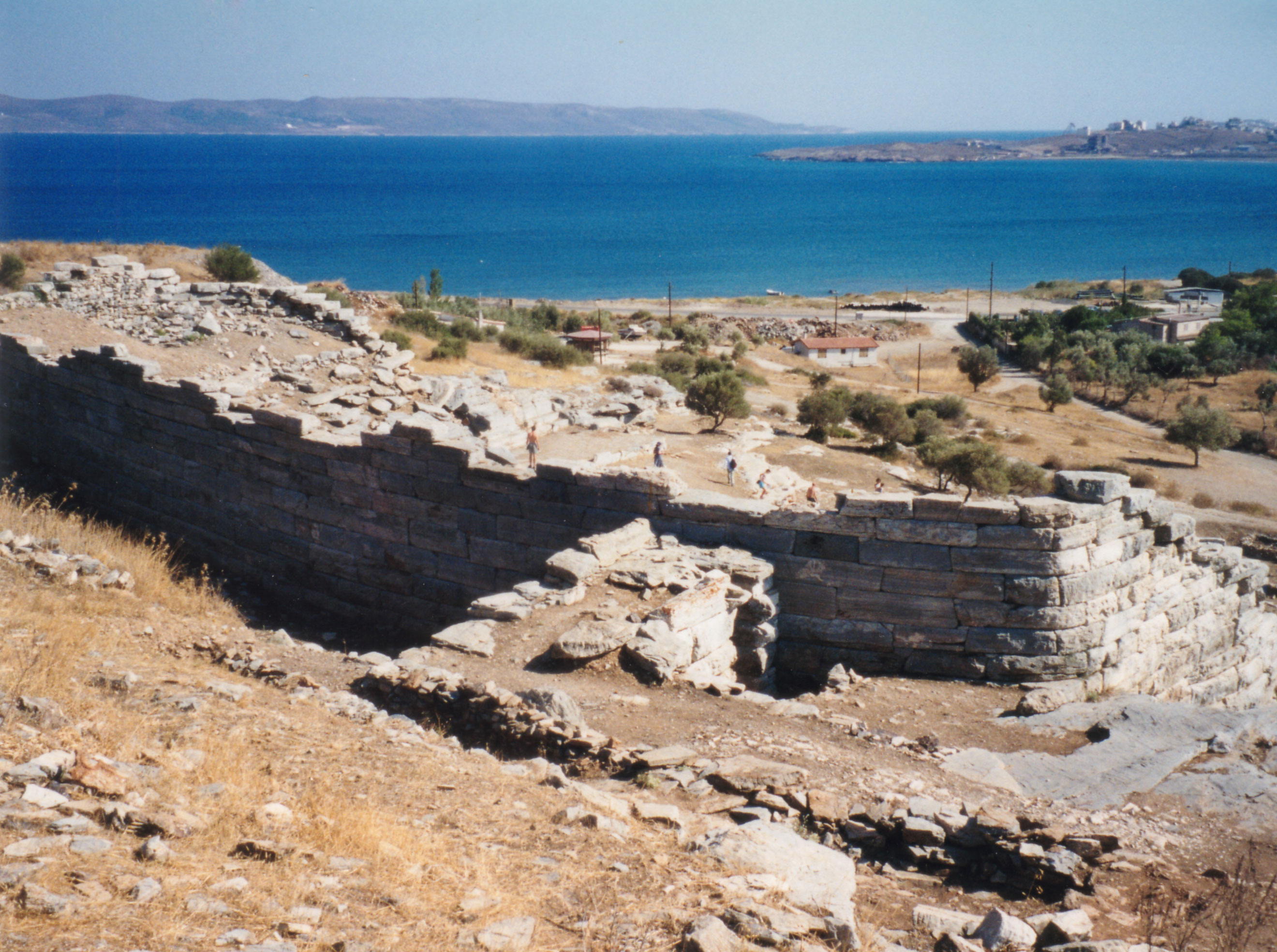
Théâtre de Thorikos et baie de Laurion.

L'occupation et la destruction d'Athènes par les Perses en 480/479 affecta l'exploitation des mines : la réduction de l'extraction de l'argent est soulignée par les numismates qui constatent que « la composition des trésors orientaux -où les chouettes archaïques étaient massivement représentées- atteste d'un ralentissement de la production monétaire [...] ; les exportations massives [de monnaies athéniennes] ne reprendront pas avant les années 460. »
Les cinquante années qui suivent les guerres médiques (Pentécontaétie) sont une période florissante pour Athènes et pour les entrepreneurs miniers du Laurion. Dans un contexte de développement du commerce égéen dans le cadre de la thalassocratie athénienne, la demande d'argent et de plomb du Laurion était soutenue, d'autant que la production des mines de Siphnos et de Thasos était alors loin d'offrir les volumes du riche troisième contact découvert à Maronée. De nombreux éléments signalent la prospérité de l'exploitation minière à cette époque. Ce n'est pas un hasard si Xénophon, pour évoquer un âge d'or des mines du Laurion, convoque l'exemple d'exploitants miniers de cette époque (Nicias, Hipponicos, Philomonidès) et les revenus des mines semblent avoir été alors suffisamment importants pour être partiellement affectés à la construction de monuments de prestige à Athènes, notamment les Propylées. Cette grande activité minière entraîna en outre un important développement urbanistique, par exemple à Thorikos, sur la côte Est, où l'on note alors la création et/ou l'extension d'une zone urbaine, voire d'une véritable petit « centre industriel » rassemblant les ateliers de surface autour du noyau civique et d'un théâtre de 2 700 places construit à cette époque.

#### Guerre du Péloponnèse et effondrement de la production
Les bénéfices tirés de l'exploitation des mines du Laurion furent mis massivement à contribution pour soutenir la politique impérialiste d’Athènes au Ve siècle, ce qui explique la volonté de Sparte de la mettre en difficulté dès le début de la guerre du Peloponnèse par des incursions en Attique, et notamment dans le Laurion, visant à en dévaster les infrastructures de production, les Spartiates étant conscients que « la guerre dépend moins des armes que de l'argent qui les rend efficaces ». Ce fut d'abord le cas en 430 sous les ordres d'Archidamos, puis à nouveau en 427. Si l'activité minière fut sans doute affectée par ces destructions des débuts de la guerre liés à la  stratégie péricléenne de repli à l'abri des Longs Murs et d'abandon de la chôra aux ennemis, les dommages ne furent pas irrémédiables et la production se poursuivit. Du reste, la paix de Nicias de 425, en évitant toute nouvelle invasion pendant douze ans, ouvrit une période bénéfique à l'économie athénienne (Thucydide souligne que la cité « avait refait ses finances pendant la paix ») et à l'activité minière : en 424, le marchand de saucisses des Cavaliers d'Aristophane prévoit d'acquérir une concession minière ; en 414 le même Aristophane, dans Les Oiseaux (v. 1106) promet aux juges qui couronneront la pièce que « les chouettes du Laurion ne leur manqueront jamais », et en 355 Xénophon, enjoint les lecteurs de ses Poroi (IV, 25) de se remémorer l'importance des revenus tirés des mines « avant les évènements de Décélie ».
Ces « événements de Décélie » constituent de fait un tournant dans l'exploitation des mines du Laurion. En 413, les Spartiates, sur les conseils d’Alcibiade nous dit Thucydide, décidèrent de s’installer à demeure en Attique, à Décélie, pour réduire les revenus de l'ennemi. L'opération fut un succès, puisque Thucydide nous rapporte que « les Athéniens souffraient beaucoup de cette situation et leurs affaires se trouvaient particulièrement compromises par les pertes énormes en argent et en vies humaines. Jusque-là les invasions avaient été de peu de durée et n’empêchaient pas, le reste du temps, d’exploiter le pays. Mais l’installation à demeure de l’ennemi, la dévastation des campagnes [...], causèrent aux Athéniens d’immenses dommages. Ils se trouvaient privés de toute leur campagne ; plus de vingt mille esclaves avaient déserté, en majorité des artisans ». La fuite, parmi ces 20 000 esclaves, de tous ceux travaillant au Laurion entraîna l'arrêt brutal de l'exploitation et la ruine de bien des concessionnaires. La fortification du cap Sounion (413), de Thorikos (410-409) et d'Anaphlystos permirent uniquement de garantir l'approvisionnement de la cité, notamment en blé, sans entraîner une quelconque reprise de l'activité minière.
Le fait qu'en 408, d'après les comptes de construction du temple de l'Athéna Poliade, le plomb se vende 5 drachmes le talent de commerce (environ 36 kg) contre 2 drachmes dans les années 330/320, période d'intense exploitation des mines, est un indice supplémentaire de l'arrêt quasi complet de production d'argent et de plomb au Laurion à ce moment-là. Le manque d’argent de l’État athénien se lit d’ailleurs dans les expédients utilisés à la fin de la guerre : en 407, « comme depuis six ans les mines ne donnaient plus rien », la cité utilisa les Victoires (Nikai) en or de l'Acropole pour battre monnaie, et, en 406, elle émit pour la première fois, malgré les récriminations d'Aristophane, de « méchantes pièces de bronze, frappées hier ou avant-hier au plus mauvais coin ».

### Les mines auIVesiècle

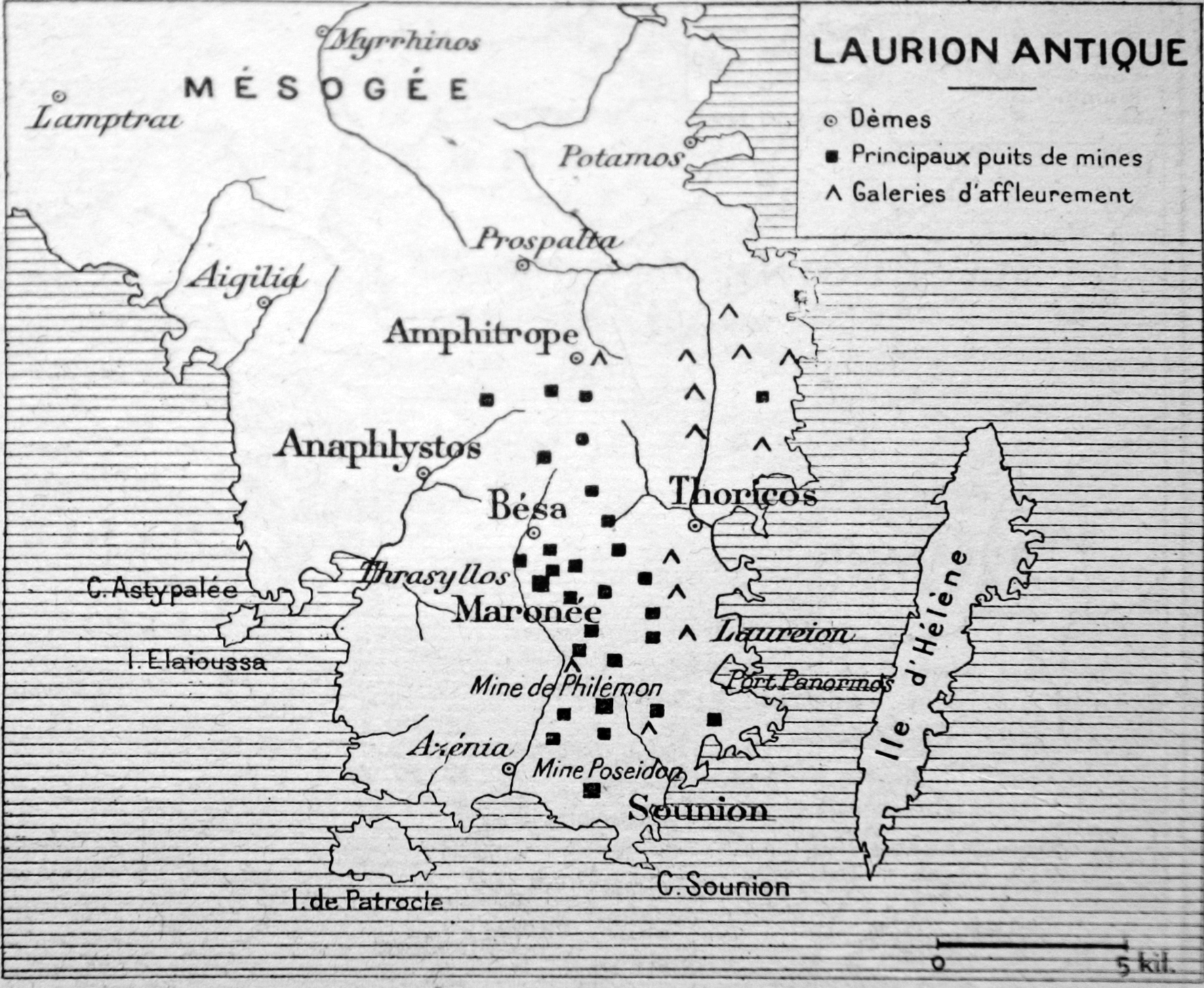
Carte du Laurion antique.

#### Difficile reprise et réorganisation de l’exploitation (première moitié duIVesiècle)
La reprise de l'exploitation des mines fut lente et progressive, au moins jusqu’au premier tiers du IVe siècle av. J.-C. ; il semble qu'on se contentait alors d’exploiter, dans les ateliers de surface, le minerai présent en petite quantité dans les stériles que l'on avait écartés, voire d'exploiter les galeries anciennes, mais sans en ouvrir de nouvelles. Un tel sous-investissement s'explique à la fois par la difficulté de reconstituer la pléthorique main d'œuvre d'avant 413 et par la faiblesse des revenus tirés de leur concession par ceux des Athéniens qui en poursuivaient l'exploitation. Sans commune mesure avec l'importance des sommes à engager pour ouvrir de nouvelles galeries, ces bénéfices réduits sont soulignés par Xénophon dans les Poroi (IV, 28) : « Pourquoi donc, dira-t-on, ne voit-on pas aujourd’hui, comme autrefois, beaucoup d’entrepreneurs ouvrir de nouvelles galeries ? C’est qu’ils sont aujourd’hui plus pauvres ; car il n’y a que peu de temps qu’ils ont repris l’exploitation, et celui qui ouvre de nouvelles galeries court des risques sérieux. »
La rareté de l'argent dont on se plaignait alors à Athènes est le témoignage de cette sous-exploitation des mines par absence d'investissement. Elle se manifeste notamment, comme l'a montré Raymond Descat, d'une part par le caractère élevé des taux d'intérêt pratiqués (25 % par exemple dans Lysias XIX = Sur les biens d'Aristophane, 25-26), d'autre part par la faiblesse des prix et du ratio or/argent (1/14 en 438 contre 1/11 en 402-401 par exemple). Cette pénurie de numéraire instaura en retour « un véritable cercle vicieux dans l'industrie minière : faute d'argent, les entrepreneurs manquaient de moyens pour investir dans le redémarrage des exploitations, entravant ainsi la relance de la production monétaire ».
Au début des années 360, la cité semble tenter une réorganisation de ses ressources, notamment minières, réorganisation menée conjointement avec une politique monétaire visant à distinguer la production de monnaies attiques des imitations qui circulaient à cette époque (loi de 375/374). Ainsi, les procédures d'enregistrement des concessions minières changent : alors qu'auparavant, la publicité ne se faisait que par bornage au sol, la concession des mines à chaque particulier est désormais enregistrée sur des stèles par les polètes.
Même s'il semble que l'argent devint alors plus abondant (baisse des taux d'intérêt à 12 ou 15 %, stabilisation du ratio or/argent à 12), la chronologie des listes de concessionnaires indique que la reprise resta lente, comme le confirme Xénophon en 355, lorsqu'il indique dans les Poroi que l'exploitation des mines est encore peu importante. Elle s'accéléra par la suite, peut-être par réorientation des ressources des Athéniens riches, du fait de la politique pacifique d'Eubule après liquidation de la seconde confédération athénienne, du financement d'activités militaires (triérarchie...) vers les concessions minières.

#### Exploitation intense et crise conjoncturelle (seconde moitié duIVesiècle)
C'est en tout état de cause à cette époque, dans la seconde moitié du IVe siècle av. J.-C., que les mines connurent leur plus intense exploitation : prospections et ouverture de nouveaux puits et galeries se multiplièrent alors, et la plupart des lampes retrouvées dans les mines datent de cette période. Le développement de nombreuses fonderies, à cette époque, dans les secteurs portuaires du Laurion constitue un autre indice de cet important regain d'activité. Les nombreux discours d'orateurs dont nous disposons soulignent les importantes fortunes qui s'établissent à cette époque grâce aux mines (voir infra « Pour les concessionnaires »).
L'activité connut cependant un sérieux ralentissement, évoqué dans deux plaidoyers attiques. Le plaignant du Contre Phénippos de Démosthène se plaint ainsi : « les malheurs de l'industrie minière ne m'ont pas épargné » et « aujourd'hui, j'ai presque tout perdu ». Il souligne à nouveau un peu plus loin que « les industriels des mines ont fait de mauvaises affaires », ce qui a pu refroidir leurs ardeurs comme le signale le Pour Euxénippe d'Hypéride : « si naguère on renonçait par crainte à ouvrir de nouvelles galeries (kainotomiai), maintenant les affaires reprennent ». Au moment de ces discours, en 328/327, la crise est clairement terminée : on peut donc la situer au milieu des années 330, ce que confirme la fréquence des baux « puisqu'il y a six stèles datables de 342 à 339, quatre de 330/329, mais une seule entre ces dates (en 335/334) ». Les origines en sont peu claires : selon certains, la hausse des prix du blé de cette époque aurait eu un impact sur la rentabilité des mines (augmentation des coûts pour nourrir les esclaves, réorientation des capitaux vers les activités agricoles et le commerce des grains, désormais plus rentables que les mines,), mais d'autres ont souligné que ces prix élevés se maintiennent alors même que la crise est passée, dans les années 320. On a aussi évoqué la possibilité de cadres fiscaux, juridiques et plus largement sociopolitiques mal adaptés aux besoins des exploitants des mines du Laurion, mais ces différents éléments restent actuellement à l'état d'hypothèses peu vérifiables.
En tout état de cause, la crise ne semble avoir été que conjoncturelle : si les témoignages directs se font rares par la suite, l'exploitation se poursuivit néanmoins jusqu'à la fin du siècle. On considère ainsi que « l'éclat d'Athènes au temps de Lycurgue (338-326) en particulier ne peut s'expliquer que par la permanence de la production d'argent au Laurion ». De même, la remarque placée par Strabon dans la bouche de Démétrios de Phalère sur ses concitoyens athéniens (« à voir ces hommes creuser la terre avec autant d'ardeur, ne dirait-on pas qu'ils espèrent en extraire Pluton lui-même ? ») manifeste que l'activité minière se pérennisa tard au cours du IVe siècle av. J.-C., même si l'ouverture de nouvelles mines sous-entendue dans ce passage (confirmée par Hypéride comme par l'augmentation du nombre de mines kaitonomiai -« nouvelles prospections »- sur les dernières stèles des polètes) peut également être interprétée comme le témoignage d'un certain épuisement des gisements en exploitation, contraignant les entrepreneurs à procéder à de nouvelles coupes. De fait, le nombre de noms présents sur les tables des polètes diminue régulièrement au fur et à mesure que l'on s'approche de la fin du IVe siècle av. J.-C. et des derniers fragments retrouvés, qui datent de 300/299 : les dernières stèles, entre 320 et 299, ne comptent qu'une colonne, contre 8 colonnes dans les années 340, lorsque l'exploitation des mines était la plus intense.

### Des mines progressivement abandonnées à l'époque hellénistique et augustéenne

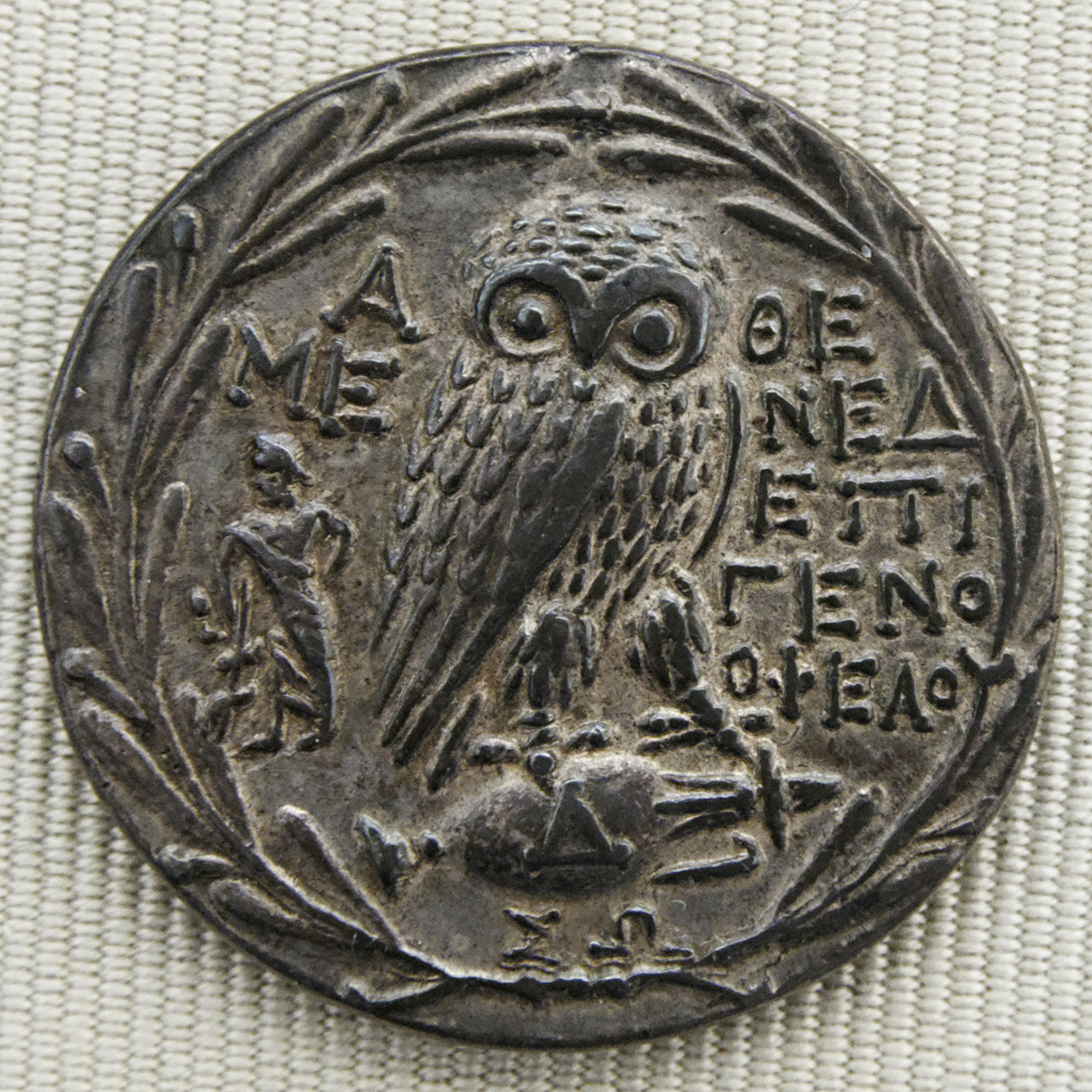
Tétradrachme d'argent athénien du « nouveau style » (v. 200-150 av. J.-C.). Motif : chouette debout sur une amphore couchée. Cabinet des médailles de la Bibliothèque nationale de France.

Par la suite, l'exploitation des mines se poursuivit de manière moins intense, d'autant que les opérations menées par Démétrios Poliorcète dans la chôra lors du siège d'Athènes de 295 n'épargnèrent sans doute pas les installations du Laurion. Les Athéniens en furent donc réduits à utiliser d'autres sources pour assurer la production de leur monnaie : on a ainsi émis l'hypothèse que la moindre qualité du métal utilisé après 287 pour frapper la monnaie athénienne s'expliquerait par l'utilisation, au moins partielle, de l'argent offert à la cité par les rois Lysimaque et Ptolémée (Ier et II). Sans même évoquer l'épuisement progressif des mines elles-mêmes, le caractère désormais périphérique de la cité dans la vie politique et économique internationale du fait de l'extension démesurée du monde grec opérée par les conquêtes d'Alexandre d'une part, l'afflux de métaux précieux issus des trésors achéménides saisis par les Macédoniens d'autre part, rendaient l'exploitation des mines à la fois moins urgente et moins rentable.
S'il semble que l'activité ait pu reprendre très partiellement au milieu du IIIe siècle, on en est davantage certain dans la deuxième moitié du IIe siècle, peut-être en lien avec la relative prospérité de la cité après que Rome lui eut remis l'importante place commerciale qu'était alors Délos. L'apparition à cette époque de belles monnaies athéniennes « New Style » et les révoltes d'esclaves qui nous sont signalées à la fin du IIe siècle et au début du Ier siècle av. J.-C. témoignent que l'argent continue à être extrait du Laurion à l'époque hellénistique, même s'il ne constituait sans doute alors qu'un appoint au métal utilisé pour le monnayage et si son exploitation restait marginale en comparaison de l'époque classique.
Après le pillage de Délos par les troupes de Mithridate en 88 et la prise d'Athènes par Sylla en 86, dans une cité au commerce définitivement ruiné, et « désormais réduite au rôle d'une ville de province sans possessions extérieures, sans rôle politique, sans activité commerciale, l'Hôtel des monnaies ne fonctionna plus que rarement ». Les revenus de la mine devinrent très négligeables. Ainsi, au temps de Strabon, il n'y avait plus de travail d'abattage et on se contentait d'exploiter les scories contenant encore un peu de minerai : « les mines d'argent de l'Attique, qui naguère étaient très productives, se trouvent aujourd'hui complètement épuisées ; le rendement dans ces derniers temps en était même si faible, si peu en rapport avec le travail et la dépense, que les fermiers ont eu l'idée de remettre à la fonte les déblais et les scories des premières exploitations, et ont réussi ainsi à extraire encore une certaine quantité d'argent pur ». Les mines furent finalement abandonnées au Ier siècle av. J.-C., malgré une tentative de réactivation au IVe siècle comme le montrent les lampes datant de cette époque découvertes dans quelques galeries.

### Les mines «redécouvertes» auxXIXeetXXesiècles
Au XIXe siècle, les mines furent « redécouvertes », semble-t-il par hasard. Un voilier grec aurait utilisé comme lest des scories du Laurion. Lors d'un arrêt en Sardaigne, un propriétaire de mines de l'île, M. Serpieri, aurait eu l'idée de les faire analyser. En découvrant leur potentiel, il se serait associé avec l'entrepreneur marseillais Roux pour relancer l'exploitation des gisements du Laurion grâce à la création en 1867 d'une compagnie franco-italienne : Les métallurgies du Laurion. De leur côté, des compagnies grecques traitaient les scories antiques dont le volume était estimé à 1 500 000 tonnes. On estimait alors que les mines pourraient fournir au total 120 000 tonnes de plomb. Dès 1867, la taxe sur la production de la mine rapporta à l'État grec 250 000 drachmes (soit £ 8 930 de l'époque),,,.

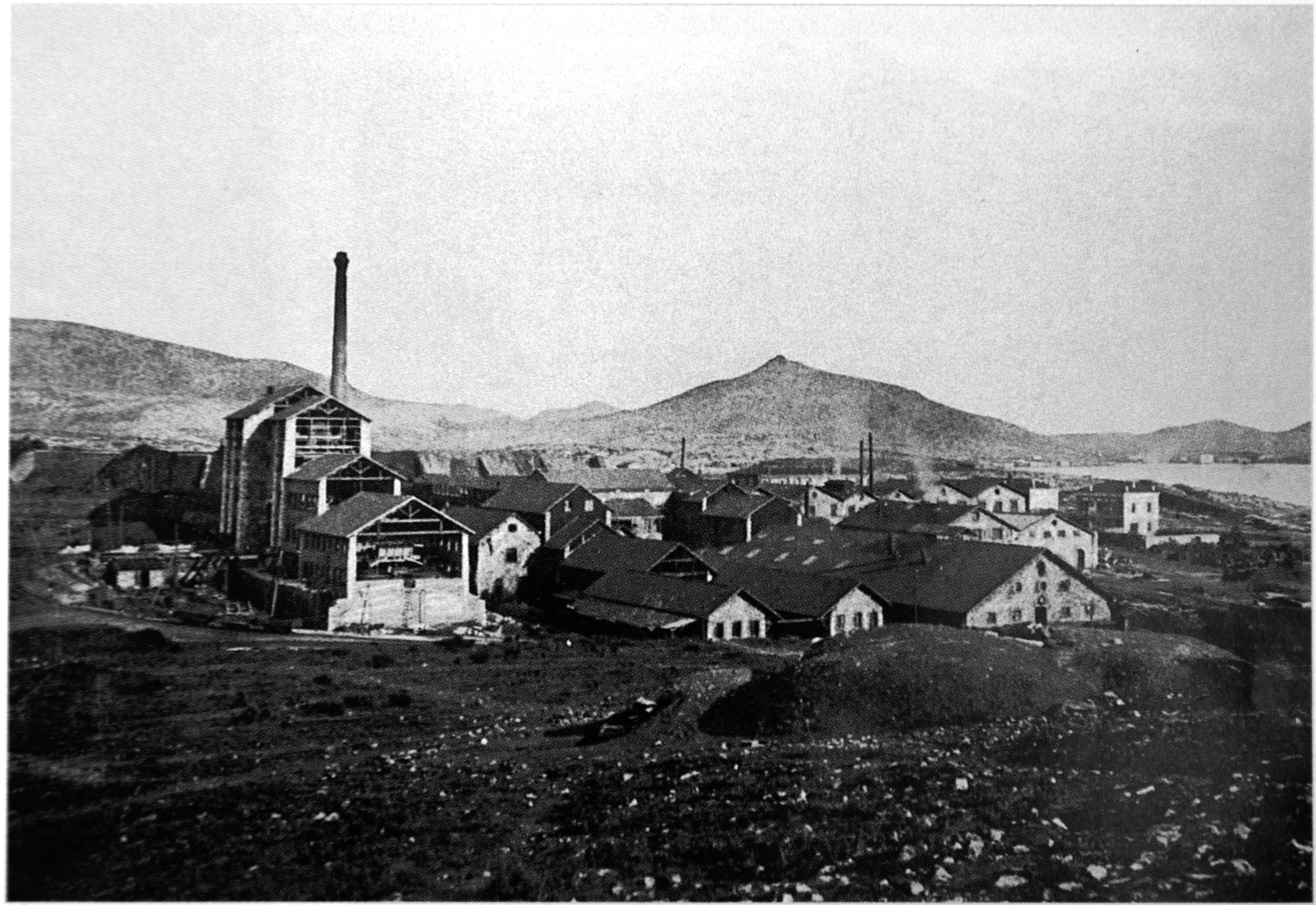
Usine de la Compagnie Française des Mines du Laurion, aux alentours de 1890.

Ce dernier tenta de profiter de la défaite de la France face à la Prusse et de ses suites pour évincer de l'exploitation des mines la compagnie franco-italienne, au moment même (printemps 1871) où celle-ci commençait à produire des bénéfices. L'affaire, qui devint vite l'« Affaire du Laurion », prit une ampleur internationale en raison des rivalités diplomatiques en Europe. Jules Ferry, le nouvel ambassadeur de France en Grèce tenta, sans succès, de faire tomber le gouvernement grec. Finalement, en février 1873, un compromis fut trouvé : Roux et Serpieri vendirent la compagnie à un conglomérat de banquiers de Constantinople.
Celui-ci, mené par Andréas Syngrós, fonda la Compagnie Métallurgique Grecque du Laurion qui enthousiasma les investisseurs grecs et suscita la première bulle spéculative de l'histoire grecque, dont l'éclatement entraîna la disparition des économies de nombreux Grecs. Les mines du Laurion venaient de faire entrer la Grèce dans l'ère du capitalisme spéculatif et de ses inconvénients,.
En 1877, une compagnie française, dirigée par Serpieri, fut à nouveau créée : la Compagnie Française des Mines du Laurion. En 1911, elle était la principale compagnie sur place, à côté de diverses autres compagnies grecques ou françaises. Elles participèrent toutes à l'intense développement industriel de la région. La ville de Laurion comptait alors dans sa population 10 000 ouvriers et son port était fréquenté par des vapeurs venus du monde entier. La Compagnie Française des Mines du Laurion introduisit en Grèce, dans l'Entre-deux-guerres, l'organisation scientifique du travail. Laurion et ses mines devinrent aussi un des principaux centres des luttes sociales et politiques du pays. Mais les fermetures, d'abord de la principale compagnie grecque en 1917, puis de la principale compagnie française en 1977, portèrent un coup à la région,,.

## Exploitants et mineurs

### Les concessionnaires
À l'époque antique, l'exploitation des gisements du Laurion était très morcelée : il y avait au moins 500 mines différentes en activité dans les années 340 selon G. G. Aperghis. On peut supposer que ces concessions étaient de tailles très variées, aptes à répondre aux désirs d'investissement des plus obscurs comme des plus riches des Athéniens : aussi bien le vendeur d'andouilles d'Aristophane qu'Épicrate de Pallène, « qui avait pour associés les hommes les plus riches, ou presque, d'Athènes ».
Si les concessionnaires étaient de fortunes diverses, les riches Athéniens étaient clairement surreprésentés : les 7 % les plus riches, ceux astreints aux liturgies, représentent 19 % des concessionnaires. Sur 106 noms de concessionnaires relevés par Margaret Crosby sur les stèles des polètes, 49 apparaissent dans d'autres sources : il s'agit souvent d'hommes politiques en vue et/ou astreints à la triérarchie. Le fait que ces personnages soient triérarques bien que les revenus de la mine soient exemptés d'impôts indique que ces hommes ont par ailleurs d'autres sources importantes de revenus (exploitations agricoles, commerce, etc).
Cette surreprésentation des catégories les plus aisées parmi les concessionnaires n'a rien d'étonnant, compte tenu d'abord du relatif prestige de l'investissement minier : comme le souligne Aristote : « dans l'ordre naturel, l'art de l'agriculture vient avant tous les autres, et en seconde ligne ces arts qui extraient les richesses du sol, telles que l'exploitation des mines ». Mais elle s'explique surtout par l'importance du capital nécessaire en général à l'exploitation, aussi bien pour l'extraction elle-même que pour le traitement du minerai dans les ateliers de surface. Par exemple, un esclave coûtait en moyenne entre 150 et 200 drachmes, même si la valeur d'un esclave variait grandement en fonction de sa compétence : un homme ou un enfant affecté au portage ou au broyage du minerai pouvait ne pas valoir davantage que 100 drachmes, mais Nicias n'hésite pas à investir 6 000 drachmes -prix le plus élevé que l'on connaisse pour un esclave en Grèce- pour un conducteur de travaux (épistatès) particulièrement expérimenté. L'ampleur des sommes à avancer implique pour de nombreux investisseurs la nécessité de se regrouper en vue de l'exploitation d'une concession minière : le Contre Panténétos (38) de Démosthène évoque des « concessionnaires associés », et les stèles des polètes une association qui réunit dans les années 340 un certain Aischylidès et un fils de Dikaiokratès à l'orateur Hypéride. Xénophon recommandait en 355 d'offrir une telle possibilité aux investisseurs, ce qui semble montrer que les associations de concessionnaires n'existaient pas avant la deuxième moitié du IVe siècle.
La possession et l'exploitation des mines pouvaient entraîner la constitution de riches dynasties familiales, comme le montrent les surnoms évocateurs des ascendants d'Hipponichos II, qui possédait 600 esclaves au Laurion à la fin du Ve siècle : son grand-père Hipponichos I était surnommé Ammôn (« l'homme du sable ») dans la mesure où il exploitait les gisements argentifères de surface au début du Ve siècle, et son père Callias, négociateur de la paix du même nom, était surnommé Lakoploutos « riche par ses trous » au moment où on exploitait le troisième contact de Maronée. De la même façon, on peut suivre l'itinéraire industriel de Pheidippos de Pithos qui exploite, avec ses fils, mines, ateliers de surface et biens fonciers dans le Laurion de 367 à 338.
Les concessionnaires du Laurion, notamment les plus riches d'entre eux, pouvaient, selon David I. Rankin, s'allier pour défendre leurs intérêts, voire s'impliquer fortement dans la définition de la politique de la cité. Ce mining lobby, qui ne s'identifie pas au « parti de la paix » de Nicias des années 420, aurait joué un rôle important dans les deux révolutions oligarchiques de la fin du Ve siècle, mais aurait surtout orienté les choix de la cité dans le deuxième quart du IVe siècle, soutenant la politique pacifique d'Eubule dont ils pensaient bénéficier. Cependant, sans nier les interactions entre intérêts miniers et de la cité, Saber Mansouri a contesté la thèse de Rankin d'un lobby minier qui regrouperait l'ensemble des individus intéressés au développement des mines du Laurion. Les sources à notre disposition mentionnent ainsi plusieurs concessionnaires qui, loin de se rattacher à Eubule, se plaçaient plutôt dans les rangs du « parti de la guerre » et soulignent ainsi l'hétérogénéité des positionnement politiques possibles au sein du groupe des entrepreneurs miniers : c'est le cas par exemple d'Hypéride ou de Diotimos, fils de Diopeïthos.
Les investisseurs n'étaient pas nécessairement natifs du Laurion : 80 % des concessions relevaient d'individus extérieurs au dème. Certains concessionnaires pouvaient même être étrangers à la cité : Xénophon note ainsi que l'État athénien « permet à tout étranger qui le désire de travailler dans nos mines aux mêmes charges que les citoyens », affirmation confirmée par les baux qui font état d'un concessionnaire siphnien au milieu du IVe siècle, probablement un descendant d'une grande famille de Siphniens spécialisés dans les mines depuis le Ve siècle, celle de Stésileidès et de Callaischros. De même, Sosias, le régisseur thrace de Nicias, acheté un talent sans doute pour l'expertise minière qu'il aurait acquise dans les mines de Pangée en Macédoine, d'abord chargé de diriger les mille esclaves que ce dernier employait dans les mines, semble peu après être affranchi et devenu lui-même concessionnaire : « Jadis Nicias, fils de Nicératos, avait mille ouvriers dans les mines, qu’il louait à Sosias de Thrace, à condition que celui-ci lui paie une redevance nette d’une obole par jour et par homme. » Les investisseurs étrangers semblent cependant rares : « pour les concessions minières comme pour la location des terres publiques, les citoyens athéniens jouirent d'un monopole de fait »

### Une main d'œuvre servile

#### Des mineurs nombreux et asservis

##### Une main d'œuvre pléthorique

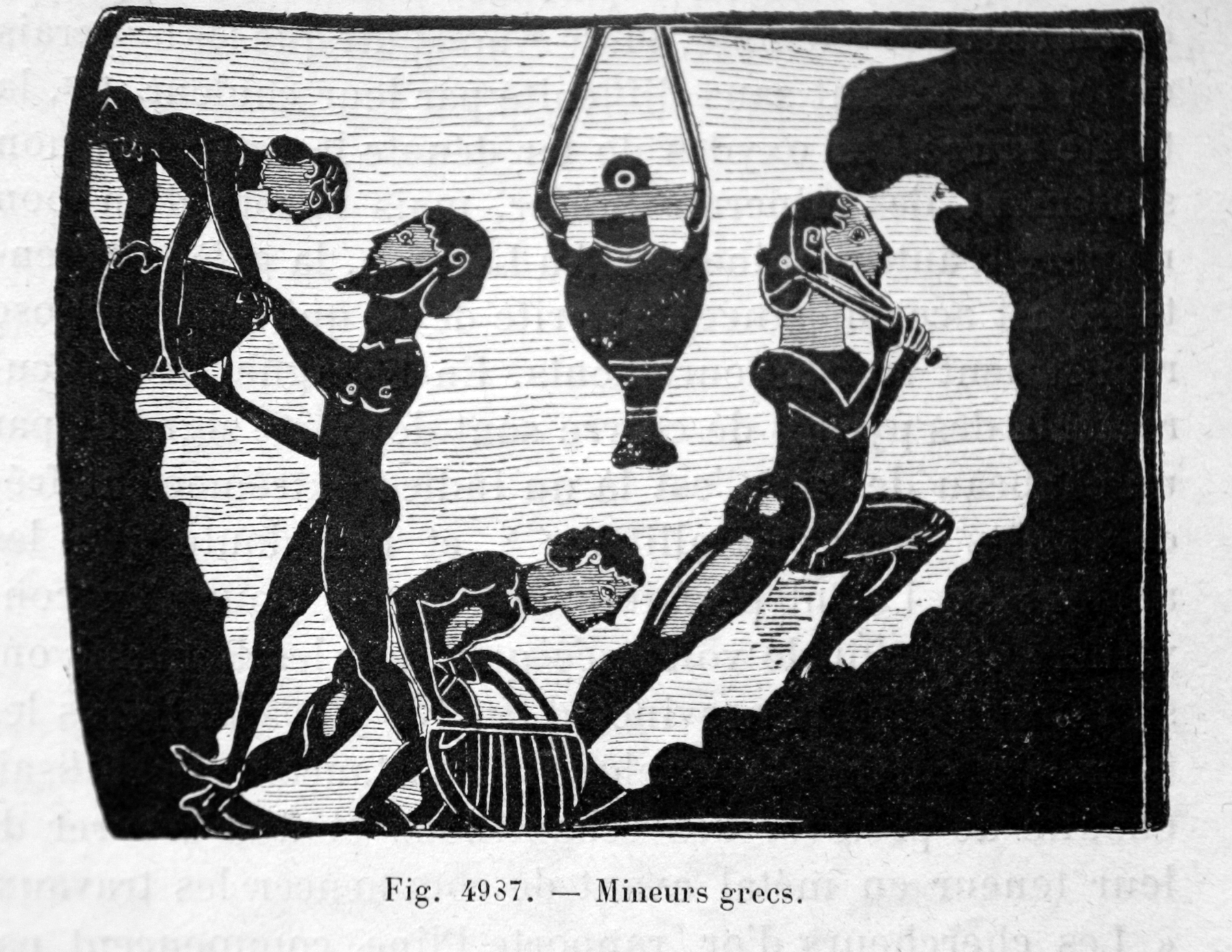
Mineurs grecs. Reproduction d'une plaquette en terre cuite de Corinthe.

Les mineurs étaient presque exclusivement de condition servile. Nombre d'entre eux étaient des barbares : en consultant les listes de travailleurs enregistrées au IVe siècle av. J.-C., on trouve un tiers de Thraces. Comme cela est souvent le cas pour des individus affectés à des tâches subalternes, les noms de très peu d'entre eux sont parvenus jusqu'à nous : tout juste a-t-on pu identifier une inscription (IG, II2, 10051) d'un mineur d'origine paphlagonienne et amateur d'Homère, Atôtas, qui compare « son effort à celui des héros (il se proclame même descendant de Pylaïménès, tué par Achille) ».
Des hommes libres pouvaient côtoyer ces esclaves, mais uniquement en tant que propriétaires de petites concessions, et essentiellement dans des fonctions de direction : si un client de Démosthène, propriétaire d'une mine, dit dans un de ses plaidoyers y avoir travaillé « de son corps », on doit relativiser ses efforts, sachant qu'il fait également partie des 7 % des citoyens les plus riches, ceux astreints aux liturgies... En tout état de cause, on n'a aucune trace d'homme libre employé dans les mines avec un statut de salarié.
Les effectifs d'esclaves étaient très importants au Laurion. Si établir un chiffre précis est délicat, on considère néanmoins qu'au moins 10 000, et même probablement 15 000 des 20 000 esclaves évoqués dans le passage de Thucydide cité plus haut (Voir Guerre du Péloponnèse et effondrement de la production) étaient affectés dans les ateliers de surface et dans les mines. Si les effectifs d'ouvriers au Laurion varient considérablement au cours de la période classique en fonction de la conjoncture minière, il s'agit en tout état de cause du seul exemple connu de concentration importante d'esclaves en Grèce ancienne, ce qui entraîna la mise en place de circuits commerciaux importants, pour drainer vers Athènes les flux d'esclaves dont les mines avaient besoin.

##### Origines et conséquences du recours massif à une main d'œuvre servile

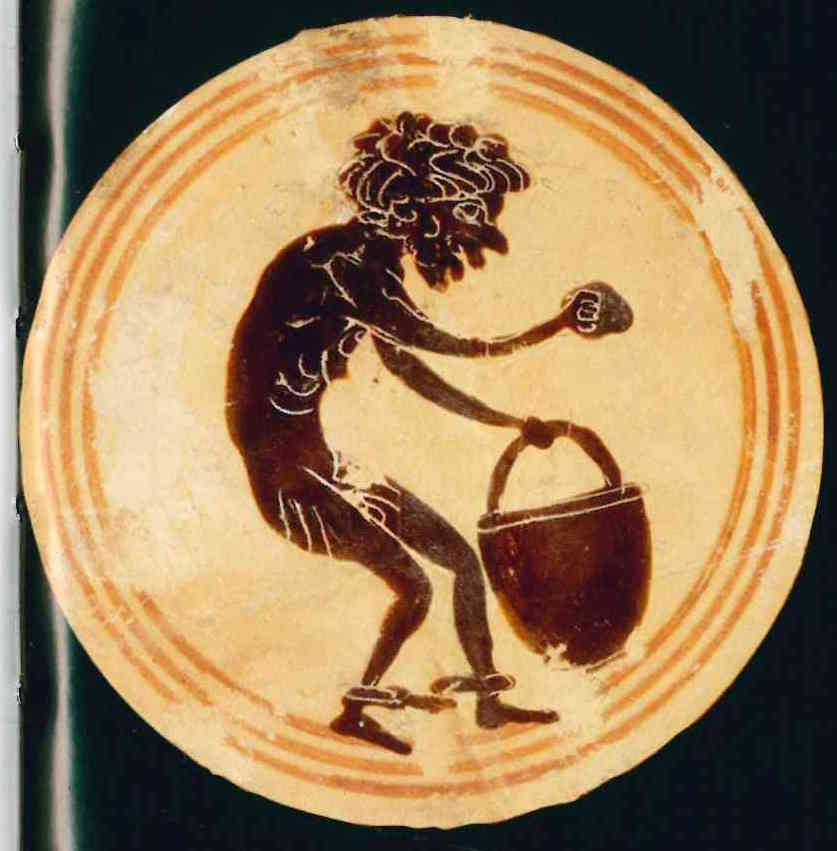
Esclave mineur grec. Kylix à figures noires (détail).

Ce grand nombre d'esclaves s'explique d'abord par l'ampleur des travaux : « on estime que la production d'une tonne d'argent nécessitait de 500 à 1000 esclaves à l'année ». Une concession tout à fait modeste, telle qu'il y en avait plus d'une centaine au Laurion quand les mines étaient prospères, disposait au minimum d'une trentaine d'ouvriers (mineurs, porteurs, trieurs, gardiens), voire davantage si la distance à faire parcourir aux porteurs entre le front de taille et l'entrée de la mine dépassait les quelques dizaines de mètres. Et l'on ne prend pas en compte ici tout le personnel affecté aux laveries et aux fours… Encore ne s'agit-il que d'un archétype d'exploitation au faible développement : certaines étaient bien plus importantes, comme celle de Sosias le Thrace, qui y employait mille esclaves.
Le recours massif à la main d'œuvre servile s'explique également par son faible coût. Si louer un esclave coûtait en moyenne 5 oboles (2 à 3 oboles pour la nourriture et les vêtements, 1 à 2 pour l'amortissement, 1 obole pour la location proprement dite), cela constituait en fait une somme modique compte tenu des profits que son travail était susceptible d'entraîner. Ce faible coût du travail eut deux conséquences pour les entrepreneurs miniers : d'une part, il rendit l'activité particulièrement profitable, le résultat net étant beaucoup moins éloigné du revenu brut que dans les mines modernes ; d'autre part, cela amena souvent les concessionnaires à négliger les gains de productivité que de nouvelles méthodes d'exploitation auraient pu leur faire gagner.
On s'explique ainsi l'utilisation constante d'hommes plutôt que d'animaux pour manœuvrer les meules de broyage, le caractère non systématique de l'installation de treuils d'extraction à la surface des puits ou l'exigüité des galeries qu'ils creusaient, étroitesse qui rendait la circulation des hommes et du minerai particulièrement malaisée et interdisait tout transport par roulage : comme le souligne Édouard Ardaillon, « le concessionnaire, qui n'avait que quelques années devant lui pour exploiter son lot, avait tout intérêt à atteindre le plus vite possible les gisements qui devaient l'enrichir. Une galerie étroite l'y menait en trois mois, alors qu'une galerie plus large aurait demandé six ou huit mois à ses ouvriers. C'eût été, à son avis, perdre un temps précieux à un ouvrage inutile ; mieux valait exploiter trois mois plus tôt un amas de belle galène et faire les frais de dix porteurs, plutôt que d'y arriver trois mois plus tard et de faire la maigre économie de dix esclaves. [...] C'est ainsi que l'abondance de la main d'œuvre, fournie à si bon compte par l'esclavage, a nui dans une certaine mesure, non pas au rendement des mines, mais au progrès des méthodes d'exploitation. » Le lien de cause à effet établi ici entre système technique et système social, à l'instar de celui proposé par Richard Lefèbvre des Noëttes entre déficience des systèmes d'attelage et recours à l'esclavage dans l'Antiquité, doit cependant être nuancé et relativisé.

#### Condition et organisation du travail

##### Des conditions de travail difficiles
La faible valeur monétaire des esclaves et leur relative abondance explique le caractère particulièrement éprouvant de leurs conditions de vie au Laurion, comme dans toutes les mines antiques : « la main d'œuvre ne coûtait pas assez pour qu'on se préoccupât de l'épargner par des procédés plus parfaits ». Ils se déplaçaient dans des galeries étroites et insalubres qui les contraignaient à extraire le minerai accroupis, à genoux et même couchés, dans une atmosphère surchauffée par la chaleur des lampes et des corps, et cela en général pendant dix heures, rythme selon lequel se succédaient les équipes et qui impliquait que les ouvriers se nourrissent au fond : des restes de repas, en l'occurrence des ossements de cerfs, ont été retrouvés dans les galeries.
Même si Athénée a décrit des esclaves enchaînés, il est probable que cela correspond à une réalité tardive, sous l'influence romaine. En effet, Athénée précise ce point dans le cadre d'un récit plus large de la révolte d'esclaves mineurs à la fin du IIe siècle av. J.-C., et on n'a aucune assurance que les quelques chaînes retrouvées dans les mines aient été vouées à cet usage. Surtout, les ossements retrouvés sur place ne portent pas la marque d'un fer, à l'exception de la jambe d'un individu (restes non datés).
Même sans être enchaînés, la mortalité des esclaves était importante, tant dans les mines qu'en la surface, du fait du caractère toxique des poussières et vapeurs de plomb : Olivier Picard estime que l'espérance de vie d'un esclave employé à plein temps n'excédait pas quatre à cinq ans.

##### Fonctions
Ceux, esclaves ou hommes libres, qui travaillaient dans les mines avaient des fonctions bien définies. Les plus compétents -les mineurs au sens propre- étaient affectés au front de taille ; il s'agissait le plus souvent d'hommes robustes, au contraire des porteurs, sans doute plutôt des enfants la plupart du temps, chargés du transport du minerai dans les étroites galeries. Les ouvriers affectés en surface au triage ou au broyage à la meule comme ceux des laveries appartenaient à la catégorie des manœuvres peu compétents, ce qui n'était pas le cas des fondeurs, chargés en bout de chaîne d'opérer la délicate transformation du minerai brut trié en lingots d'argent et de plomb.
L'encadrement de cette troupe était assuré par un épistatès, maître-mineur ou maître-fondeur, chargé dans un cas de conduire la recherche et l'extraction du minerai, dans l'autre de superviser le lavage, la sélection et la fusion dans les meilleures conditions de la galène extraite. Ils étaient aidés de gardiens chargés de surveiller et stimuler les ouvriers, quitte à sanctionner les moins performants d'entre eux.

##### La question des révoltes
À la surface, un système de surveillance des esclaves était sans doute plus ou moins organisé : l'hypothèse a été émise que les tours qui parsemaient le Laurion et dont il reste des vestiges, constituaient des postes d'observation et de garde pour des garnisons d'hoplites. La présence de ces infrastructures pourrait indiquer l'importance de la crainte, chez les Athéniens, d'un soulèvement généralisé des esclaves du Laurion, même si les témoignages de rébellion sont peu nombreux à nous être parvenus.
Outre la désertion lors de l'occupation spartiate de Décélie en 413, on sait que le Laurion subit deux révoltes d'esclaves à l'époque hellénistique : l'une en 134, en écho à la grande révolte servile de Sicile, est évoquée par Paul Orose citant un passage perdu de Tite-Live ; l'autre, plus sérieuse, vers 100 av J.-C., est connue grâce à Athénée, citant le philosophe Posidonius, qui rapporte « que s'étant révoltés, ils égorgèrent les officiers préposés à la sûreté des mines ; en outre, qu'ils s'emparèrent de la forteresse de Sounion, et fourragèrent longtemps l'Attique ». L'hypothèse a même été émise qu'ils aient frappé eux-mêmes monnaie pendant la période où ils contrôlèrent le district du Laurion. Malgré tout, notre documentation donne le sentiment qu'il s'agit de cas isolés, les précautions prises ayant suffi à en limiter la multiplication.

## Techniques minières et métallurgiques

### Géologie du site minier et métaux exploités

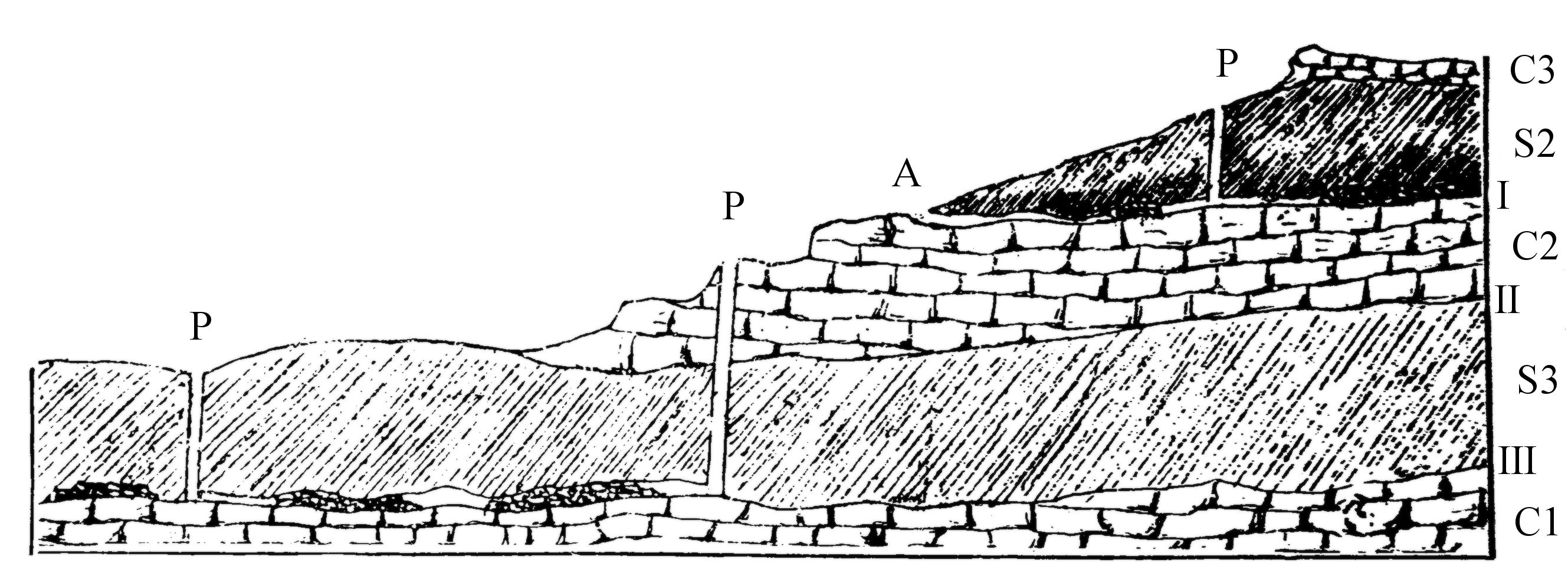
Coupe théorique des terrains du Laurion.

Pour le géologue, le district minier métallifère du Laurion s’étend du Nord au Sud sur 15 km de long pour une superficie de 120 km2. Il se caractérise par une succession horizontale de couches de calcaire clair (marbre) et de schistes (roches feuilletées noirâtres ou grises). Leur formation prête actuellement à débat : à l'hypothèse classique d'une succession normale de couches sédimentaires d'âges différents s'oppose une thèse récente, qui semble confirmée par l'étude des fossiles présents : marbres supérieurs (C2 sur le schéma) et inférieurs (C1) d'une part, schistes supérieurs (S2) inférieurs (S1) d'autre part seraient en fait de même âge et leur superposition serait le résultat d'un « gigantesque pli couché ».
C'est à la frontière de chacune de ces couches, dans les cavités qui les séparent, que se trouve le plomb argentifère. Ces zones de contact, au nombre de trois (I, II et III sur le schéma ci-contre), se situent donc à des profondeurs différentes et nécessitent des modes d'exploitation spécifiques : le premier contact (I), exploité dès 1500 av. J.-C., affleure à la surface, tandis que le troisième (III), dont les plus abondantes minéralisations firent la richesse d'Athènes à l'époque classique, implique une exploitation en sous-sol. Lorsqu'il était situé dans ces zones de contact, le minerai se présentait soit sous forme d'amas lenticulaires, soit en bandes. Il pouvait également être présent en filons de faible épaisseur dans les failles des couches calcaires.
Les principaux minerais exploités étaient de deux types, le plus souvent mêlés : d'une part la cérusite (PbCO3), ou minerai oxydé, aux reflets rouges ou jaunes du fait de l'oxyde de fer qu'elle contient, d'autre part la galène, ou minerai sulfureux (PbS), caractérisée par ses grains noirs. Leur teneur en plomb est élevée (77,5 % pour la cérusite, 86,6 % pour la galène), mais fort variable si l'on prend en compte la gangue qui entoure le minerai, allant de pourcentages de l'ordre de l'unité jusqu'à 50 %, pour une moyenne de 15 %. L'argent se situait à l'intérieur de ces molécules de carbonate de plomb ou de sulfure de plomb, dans des proportions allant de 500 à 4 000 g par tonne de minerai extrait, avec une moyenne de 2 kg : ainsi, une tonne de minerai à 20 % de plomb contenait environ 400 g d'argent (0,04 %). Du fait de ce caractère relativement pauvre pour des métallurgistes modernes, le minerai du Laurion nécessitait un long processus de traitement et de transformation pour en extraire l'argent convoité.

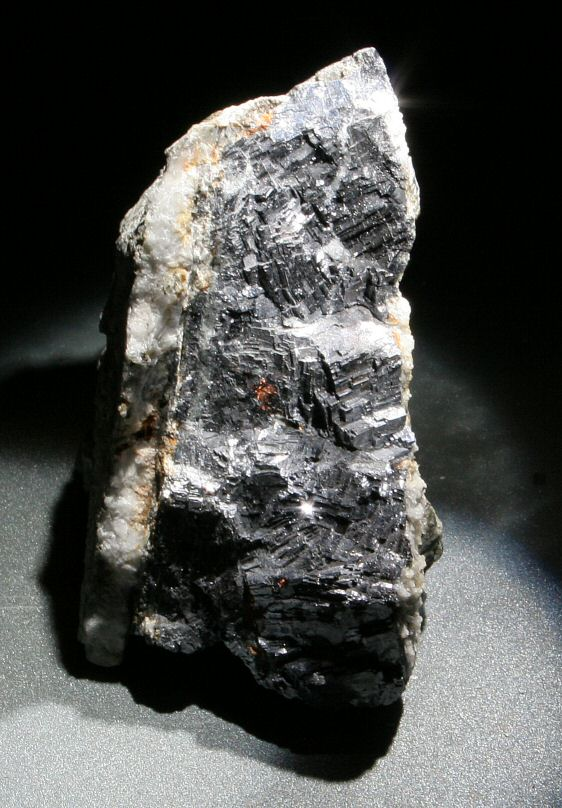
Galène argentifère (incrustations noires).

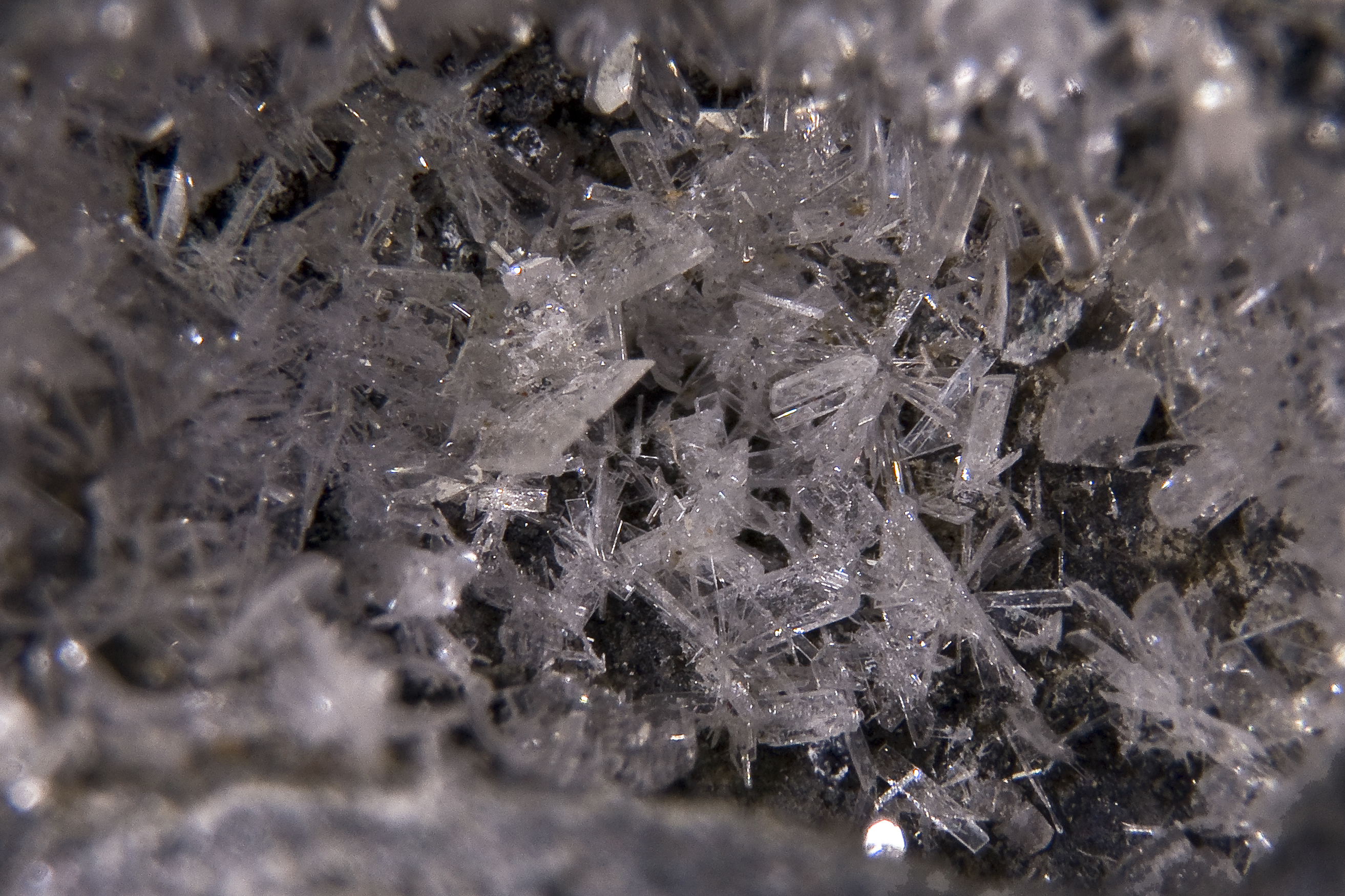
Laurionite, autre forme de plomb (chlorure de plomb cristallisé) ainsi nommée d'après les mines du Laurion où il est présent

D'autres minerais étaient exploités plus ou moins marginalement au Laurion, notamment l'ocre, le fer et le cuivre. Il est de fait probable qu'une part au moins des monnaies de bronze athéniennes étaient fabriquée à partir de cuivre lauréatique, et de nombreuses découvertes soulignent l'importance et l'ancienneté de l'extraction de ce métal au Laurion : une ancienne mine de cuivre a été identifiée récemment dans le secteur de Spitharopoussi et lors des explorations archéologiques menées en 2004, « les réseaux cutanés en cours d'exploration ont révélé des concentrations importantes en fer et en cuivre ».
L'ocre, ou sil, du Laurion, un limon coloré par l'hydroxyde de fer, était particulièrement apprécié pour ses qualités colorantes : Pline l'Ancien considère que, parmi les ocres, « le meilleur est celui que l'on nomme sil attique ; il coûte deux deniers la livre », c'est-à-dire deux fois plus que le second en qualité, le sil marbré. Vitruve, pour souligner la grande valeur de cet ocre, signale qu'à l'époque de l'exploitation des mines du Laurion, « quand on venait à rencontrer quelque filon de sil, on le suivait comme si c'eût été de l'argent ». L'ocre attique constituait l'une des quatre couleurs de base utilisées par les peintres classiques et était essentiel à la production des céramiques attiques à figures noires et rouges. De ce point de vue, sans doute la moindre exploitation des mines d'argent du Laurion à partir du IIIe siècle av. J.-C. a-t-elle contribué au déclin, à la même époque, de la céramique peinte attique. De fait, à la fin du Ier siècle, il n'est plus possible de s'en procurer comme le signale à regret Vitruve. La peinture antique utilisait également un autre colorant exploité au Laurion, le cinabre. Le procédé nécessaire à son extraction fut inventé à la fin du Ve siècle av. J.-C. par un entrepreneur du Laurion, Callias, qui avait pris de prime abord pour de la poudre d'or ce sable jaune qui parcourait les galeries de sa mine. C'est du moins ce qu'affirme Théophraste, qui détaille également la série de broyages et de lavages nécessaire à son extraction.

### Prospection et extraction du minerai

#### Découverte et méthode de recherche des gisements

##### Exploitation du premier contact
Les premières galeries furent creusées à partir des affleurements de minerai au niveau du premier contact : les premiers exploitants se laissèrent donc guider par des indices visuels, notamment la couleur rouge des oxydes de fer, auxquels se mêlaient des fragments de galène, « moins prompts à s'oxyder, trop lourds pour être entraînés par le ruissellement des eaux [...]. Le poids considérable de ce minerai, les brillantes facettes et l'éclat métallique des cristaux qui le composent ne pouvaient échapper longtemps à l'attention des premiers visiteurs du pays » souligne Édouard Ardaillon, qui voit dans certaines excavations désordonnées du Laurion les premières tentatives d'exploitation de la galène argentifère.
Plus tard, une fois les caractéristiques géologiques du site mieux maîtrisées, les exploitants abandonnent ces cavités informes pour creuser de véritables galeries où le mineur « ne se traîne plus craintif à la surface, le long de l'affleurement. Il se lance sous terre, en profondeur, à la poursuite des minerais de plomb. [...] Pas de labeur inutile pour se donner de l'air et de l'espace ; il suffit que l'homme puisse passer et poursuivre la richesse qui fuit ». Cependant, dans ces mines de la seconde période, si l'abattage se fait méthodiquement, le tracé des galeries ne dénote pas d'organisation réelle : « pas de règle suivie, pas de soin dans le détail, pas de plan dans l'ensemble. Ce sont des labyrinthes obscurs dont les ramifications courent dans tous les sens, et l'œuvre ressemble assez à ces bois rongés et criblés de trous par des vers silencieux ». Tout juste se contente-t-on de creuser à la verticale des galeries des puits de plus ou moins grand hauteur en vue d'assurer leur aération et/ou l'évacuation du minerai. Ces puits, au contraire de ceux qui seront creusés pour accéder au troisième contact, ne sont pas des puits de recherche, puisqu'ils sont creusés postérieurement aux galeries.

##### Connaissances géologiques et méthodes d'exploitation
À la fin du VIe siècle av. J.-C., c'est sans doute également les rares affleurements du troisième contact (par exemple sur le versant est du mont Spitharopoussi) qui mirent les mineurs sur sa piste. « Constatant en surface l'existence d'un troisième contact minéralisé situé à un niveau inférieur aux deux autres, ils pouvaient très bien extrapoler cette situation à l'ensemble du gisement, [...] bel exemple de cette « géologie empirique » que s'étaient constituée les Anciens ».

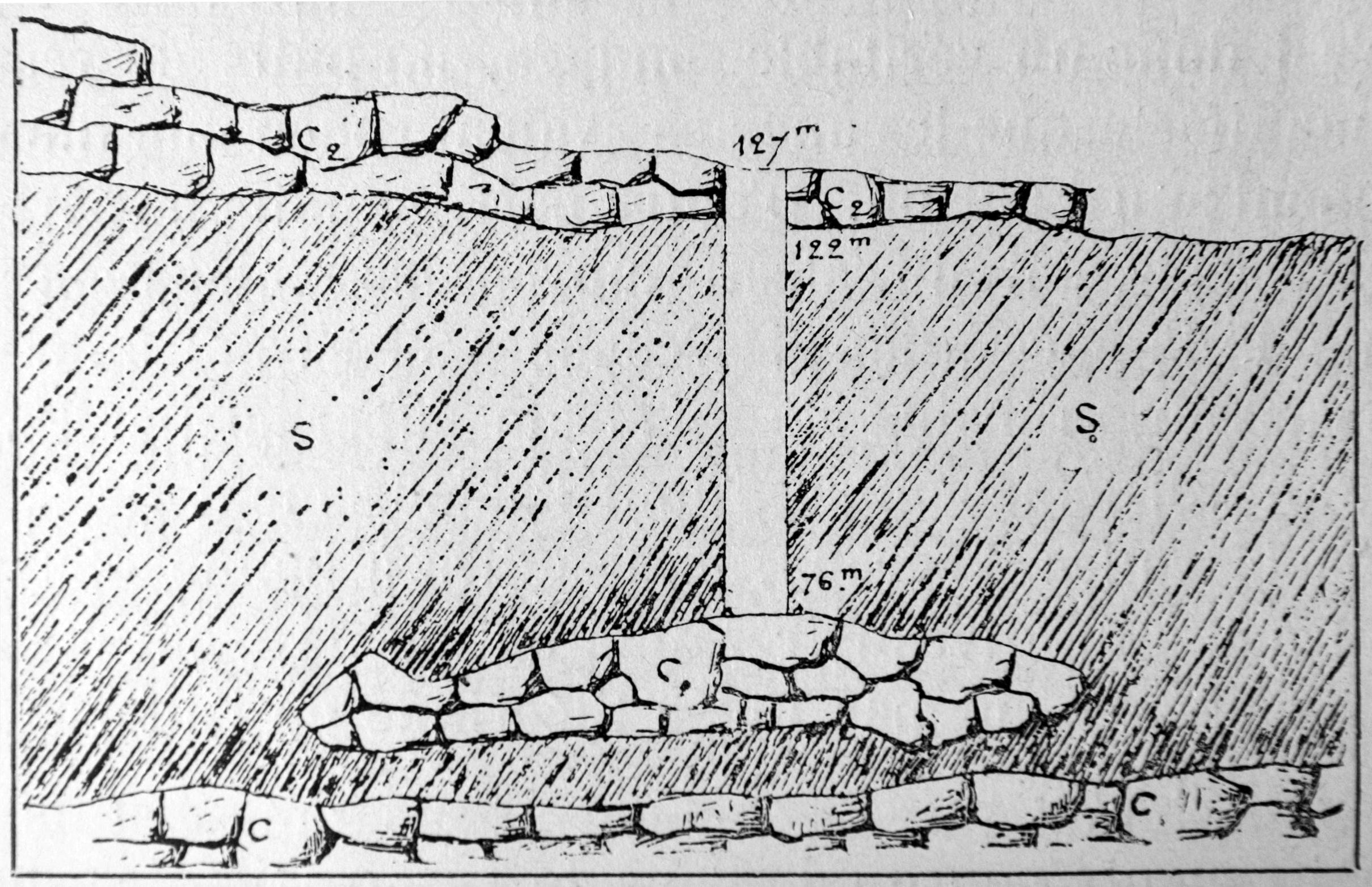
Schéma du Puits Kitso ; C = calcaire (marbre), S = schiste.

C'est en s'appuyant sur ce raisonnement comme sur les connaissances qu'ils avaient accumulées concernant la logique de l'étagement des couches géologiques que les mineurs, alors expérimentés, choisissaient les emplacements des puits nécessaires pour accéder au riche minerai du troisième contact.
Ainsi, au puits Kitso, dans la région de Maronée, les mineurs ont entamé leur prospection dans le marbre supérieur, là où ils le savaient de faible épaisseur ; cinq mètres plus bas, arrivés dans le schiste, sans même s'intéresser au deuxième contact, ils ont poursuivi leur descente jusqu'à une couche de marbre, à 59 mètres de profondeur. Pensant être au niveau du troisième contact (à la limite inférieure de la couche de schiste et supérieure de la seconde couche de marbre), riche en minerai, ils ont creusé des galeries latérales, sans trouver le minerai recherché. De fait, cette couche de marbre était en fait un bloc calcaire mince inséré dans le schiste : le véritable contact se situait vingt mètres plus bas. Il s'agit d'un cas rare au Laurion, et qui ne correspondait donc pas à la science des mineurs. Ils ont conclu, compte tenu de leur savoir, à l'absence de minerai à cet endroit et ont dès lors abandonné ces recherches infructueuses.
On voit bien ici que les mineurs du Laurion n'agissent pas au hasard. Ils ont acquis des connaissances très précises sur les caractéristiques géologiques du sous-sol et appliquent leurs connaissances théoriques pour diriger leurs recherches : ils creusent à cet endroit parce qu'ils savent que le marbre supérieur y est peu épais (le schiste est plus facile à entamer que le marbre), ils négligent toute exploration au niveau du deuxième contact (ils savent qu'à cet endroit, entre le « dessous » de la couche calcaire et le « dessus » de la couche de schiste, le minerai est quasi inexistant), ils entament des recherches là où logiquement il devrait y avoir du minerai, au troisième contact.

#### Fonçage et abattage

##### Taille des puits (fonçage) et des galeries (abattage)
Les exploitations minières du Laurion disposent des puits verticaux les plus profonds de l'Antiquité.
D'une section rectangulaire ou carrée de moins de deux mètres de côté, ils descendent parfois jusqu'à plus de cent mètres (119 mètres pour le plus profond), mais plus généralement entre cinquante et soixante mètres.
Ils sont taillés de façon très régulière, de manière que chaque face soit plane. Leur verticalité est étonnante : « le fil à plomb ne dénonce, dans les puits les plus profonds, qu'un écart insignifiant ». Édouard Ardaillon estime à vingt mois le temps nécessaire pour que deux ouvriers foncent un puits de cent mètres.
Les galeries étaient étroites (50 à 60 cm de largeur, 60 à 90 cm de hauteur), ce qui ne facilitait ni le travail et la circulation des mineurs, ni l'évacuation du minerai abattu. Quand les excavations étaient plus grandes, les ouvriers laissaient subsister des portions de roches pauvres en minerai qui servaient de piliers (ormos). On pouvait aussi, localement, avoir recours au soutènement par boisage, comme le démontrent nos sources littéraires et archéologiques, même si cela était loin d'être la règle : la faible largeur des galeries permettait le plus souvent de limiter les risques d'effondrement ; elle rendait en outre la progression plus rapide. Les mineurs attaquaient le front de taille en creusant des mortaises de 12 cm de large sur toute la hauteur de la galerie. Au bout de cinq mortaises, l'ensemble de la galerie, large de 60 cm, avait progressé de la profondeur de ces mortaises. Un tel travail prenait environ dix heures, ce qui correspond au rythme de rotation des équipes, et à la capacité d'éclairage des lampes : Édouard Ardaillon en conclut qu'une telle organisation était délibérée car elle permettait au supérieur hiérarchique de constater la bonne marche du travail et de sanctionner éventuellement les mineurs trop peu performants. Au bout d'un mois, la galerie s'était ainsi enfoncée de dix mètres.

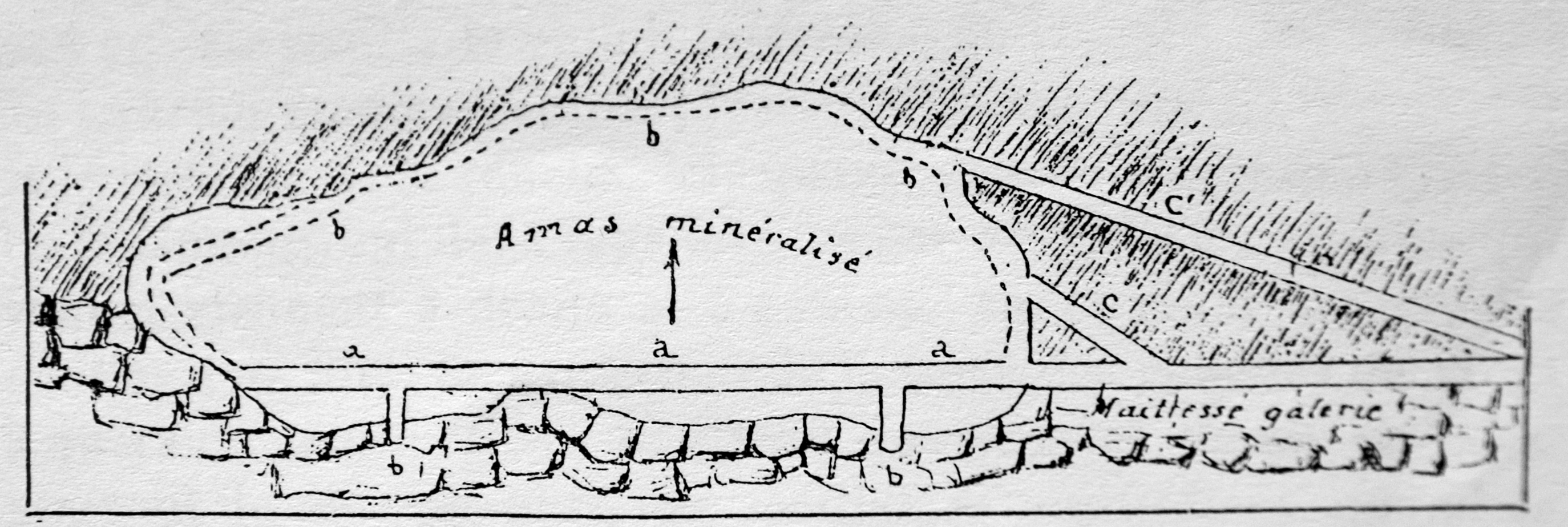
Schéma d'une cavité dans laquelle se trouvait un amas de minerai de galène argentifère.

Lorsque les mineurs rencontraient un filon, ils enlevaient tout le minerai accessible : s'il restait horizontal, les chantiers d'extraction étaient très étendus ; lorsque les minéralisations se prolongeaient en profondeur, les différents niveaux du chantier se superposaient, reliés par des galeries labyrinthiques. Les mineurs veillaient à toujours suivre le contact en creusant des galeries qui montaient et descendaient suivant les caprices de son tracé. Quand ils découvraient un amas très important de minerai dans des cavités de grande taille, ils commençaient par creuser une galerie de reconnaissance de part et d'autre de l'amas (notée a sur le schéma ci-contre), complétée par des sondages vers le bas et le haut (b sur le schéma). S'il s'avérait que l'essentiel du minerai se trouvait sous leurs pieds, ils dégageaient tout le minerai situé au-dessus d'eux jusqu'au toit de la cavité, puis ils creusaient la poche jusqu'à l'avoir totalement vidée. Si à l'inverse la galerie de reconnaissance se situait dans la partie basse de l'amas, ils récoltaient le minerai à leurs pieds puis, une fois parvenus à la roche stérile, procédaient par remblai pour dégager le minerai disponible au plafond. Dans les deux cas, il était nécessaire de creuser au fur et à mesure de nouvelles galeries (c et c' sur le schéma) pour accéder à la cavité, en fonction du niveau où se situait le chantier.

##### Outils

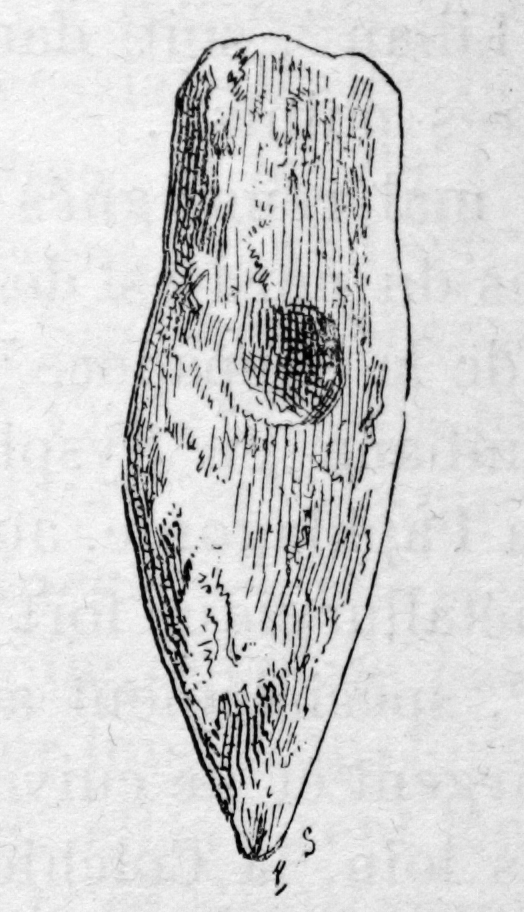
Marteau de mineur du Laurion.

L'abattage des puits et des galeries se faisait à l'aide d'un marteau (tukos) de 2,5 kg muni d'un manche court (vingt à trente centimètre) en bois d'olivier et dont la tête disposait d'une pointe à quatre pans pour briser la roche d'un côté, d'une tête plate de l'autre. Cette tête plate servait à frapper des burins taillés à deux pans ou des tiges de métal de 2 à 3 cm de diamètre appelées pointerolles (xois), longues de 25 à 30 centimètres et dont l'extrémité était aiguisée en biseau à quatre pans. Compte tenu du caractère très dur du marbre dans lequel étaient creusées les galeries, on estime qu'un ouvrier devait utiliser entre dix et treize pointerolles en dix heures de travail, outils qu'il devait régulièrement réparer et affûter. Le pic, constitué le plus souvent d'une pointe à quatre pans d'un côté, d'un marteau apte à enfoncer pointerolle ou coin de l'autre, est le troisième outil de base. On s'en servait généralement pour attaquer les parties de roche les plus friables.
Les ouvriers utilisaient également des crochets en fer pour ramasser les déblais qui étaient rassemblés dans des paniers de sparterie ou de cuir qu'un autre esclave (en général un enfant ou un jeune homme, leur corpulence étant plus adaptée à la faible largeur des galeries) traînait jusqu'en bas du puits, d'où ils étaient remontés par un système de poulie. On peut observer aujourd'hui à la surface les vestiges des murets qui servaient d'ancrage aux grues de levage.
Les mineurs utilisaient pour s'éclairer de petites lampes à huile en terre cuite, identiques aux lampes utilisées habituellement par les Grecs de cette époque dans leurs activités quotidiennes, qui fumaient abondamment et consommaient une part du rare oxygène de l'air. Leur contenance permettait environ dix heures d'éclairage, ce qui devait correspondre à la journée de travail d'un ouvrier. À ce terme, une nouvelle équipe prenait le relais car les mines étaient exploitées jour et nuit.

#### Aérage
À ces profondeurs l'oxygène est rare : on en veut pour preuve que les fouilles archéologiques pratiquées aujourd'hui dans ces galeries souterraines ont montré que, en l'absence de systèmes d'aérage tels qu'ils devaient exister à l'époque antique, il est impossible de séjourner plus de 30 minutes à une profondeur supérieure à 30 mètres. L'atmosphère y est d'autant plus viciée que les galeries sont étroites et l'activité intense : respiration des hommes au travail, alimentation des lampes (qui consomment à peu près autant d'oxygène qu'un homme au repos, tout en produisant du gaz carbonique), accumulation de poussières dans l'air nécessitent un renouvellement perpétuel de ce dernier. C'est pourquoi l'aération artificielle est un enjeu essentiel pour les mineurs, avec pour objectif d'insuffler 180 mètres cubes à l'heure pour chaque homme présent au fond.
En provoquant un appel d'air, les mouvements de va-et-vient des récipients suspendus à la poulie qui remontait le minerai à la surface pouvaient contribuer à rendre les galeries partiellement plus respirables, mais le renouvellement de l'air était surtout assuré par la séparation du puits, sur toute sa hauteur, en deux espaces inégaux, grâce à une cloison étanche de bois calfatée à l'argile. Cette cloison, qui permettait également de sécuriser l'accès au puits, était sans doute constituée de rondins de bois fixés sur des traverses, elles-mêmes placées dans des encoches ménagées dans la paroi du puits, encore visibles aujourd'hui. D'un côté de la cloison étaient fixés des marches de bois rudimentaires pour permettre aux mineurs de descendre dans la mine et remonter à la surface ; les deux tiers restant étaient affectés à la remontée des stériles et du minerai.
La distinction de ces deux colonnes provoquait un mouvement d'air qui contribuait au renouvellement de l'atmosphère de la mine, par un phénomène de siphon, et cela d'autant plus quand un des deux compartiments était prolongé par une cheminée en surface : un courant ascendant d'air chaud vicié dans la grande branche du siphon était compensé par un courant descendant d'air froid dans la petite branche, à condition que la température soit plus élevée à l'intérieur de la mine qu'à l'extérieur, ce qui était le cas en période hivernale, et même l'été pour les mines les plus profondes. Si cela n'était pas suffisant, on forçait la circulation de l'air en allumant un feu au fond du puits, sous l'un des conduits : l'air chaud, plus léger, aspirait ainsi l'air ambiant en remontant à la surface, tandis que de l'air frais descendait par le conduit resté libre ; à défaut, le foyer d'aérage pouvait être placé en surface. Dans le même ordre d'idées, on constate l'existence de puits parallèles, destinés à créer un courant d'air, et quand deux puits éloignés accédaient aux mêmes galeries, on veillait à ce qu'ils soient creusés à des hauteurs différentes pour favoriser l'aérage. Par ailleurs, pour économiser l'air dans les mines, les mineurs veillaient à boucher avec des déblais les galeries inutiles.

### La concentration du minerai
Lorsque le minerai comportait plus de 30 % de plomb, il était directement envoyé à la fusion. À des taux inférieurs, la fusion, bien que théoriquement possible, nécessitait une puissance calorifique trop importante, ce qui risquait de réduire le bénéfice final. C'est pourquoi, dès lors qu'on fit le choix d'exploiter les minerais de plus faible richesse à la fin du VIe siècle, les exploitants veillèrent, avant de mettre le minerai au four, à en concentrer la teneur en plomb argentifère par plusieurs procédés mécaniques successifs. 750 kg de roche sur une tonne de minerai extrait étaient ainsi détachés du minerai utile avant que ce dernier ne subisse la fusion.

#### Tri et concassage
Avant d'être transporté à la surface, le minerai abattu était soumis à un premier triage, en fonction de son poids (seuls les morceaux les plus lourds étaient conservés, car cela signalait la présence de plomb argentifère, plus dense) et de sa couleur (la présence de grains noirs, caractéristiques de la galène pure, était discriminante). Les mineurs faisaient preuve d'une grande rigueur au moment de l'extraction comme lors de ce premier tri : dans les galeries explorées aujourd'hui, on n'a pas trouvé de minerai contenant plus de 10 % de plomb. Les éléments inutiles pouvaient être utilisés dans la mine elle-même pour des opérations d'exhaussement, de soutènement ou d'aérage.
Ce qui était jugé exploitable était remonté à la surface pour y subir plusieurs opérations de tri et de traitement dans différents ateliers situés à proximité : les trois quarts du matériel extraits n'étant pas utilisable, il était impératif de limiter au maximum leur déplacement avant transformation. Les ouvriers commençaient par le concassage, pour séparer le minerai utile de sa gangue, à l'aide de masses de fer ou de pierre dans des mortiers de pierre. Les amas de stériles qui en résultaient sont encore visibles aujourd'hui autour des puits, et permettent aux archéologues d'évaluer la quantité de déblais évacués par les mineurs.

#### Broyage

Fig. 1 : moulin à trémie d'Olynthe.

Fig. 2 : schéma d'un moulin broyeur conique, tel qu'on en utilisait au Laurion pour calibrer le mineral.

Une fois concassé, le minerai était acheminé à des ateliers de traitement (ergastèria). Le minerai y était en premier lieu broyé : d'abord à la main à l'aide de pilons sur des tables de broyage en marbre, puis en utilisant un moulin broyeur de manière à le réduire à la taille voulue.
Ces moulins étaient de deux types, tous deux manœuvrés par des esclaves :
- le moulin à trémie (Fig. 1) : il s'agit d'un moulin à mouvement alternatif. Sur une dalle immobile, la « meule gisante », on déplaçait horizontalement une meule plus petite[N 53], la « meule courante », à l'aide d'un levier horizontal fixé à un pivot. Dans une trémie, sorte de cuvette en V creusée à l'intérieur de la meule courante, on mettait le minerai à broyer. S'écoulant progressivement à travers la fente de la trémie, il était écrasé et calibré par les mouvements de va-et-vient en arc de cercle de la meule courante[N 54] ;
- le moulin conique (Fig. 2) : autour d'un cône fixe tournait un anneau de pierre évasé. Le minerai chargé dans la partie supérieure du moulin descendait dans l'interstice entre le cône et l'anneau au fur et à mesure que les ouvriers tournaient l'anneau de pierre à l'aide d'un axe horizontal en bois. Il était ainsi calibré, par frottement entre les deux parties du moulin, à la grosseur voulue, en l'occurrence celle d'un grain de millet[123]. On a retrouvé à Pompéi des moulins de ce type, destinés à moudre la farine. Ils permettaient de traiter environ quatre tonnes de minerai en 24 heures.

On taillait ces moulins dans des roches volcaniques très dures, sans hésiter à la faire venir de l'extérieur de la cité. Par exemple, certains moulins retrouvés au Laurion étaient en trachyte de l'île de Milos.

#### Lavage

##### Laveries planes

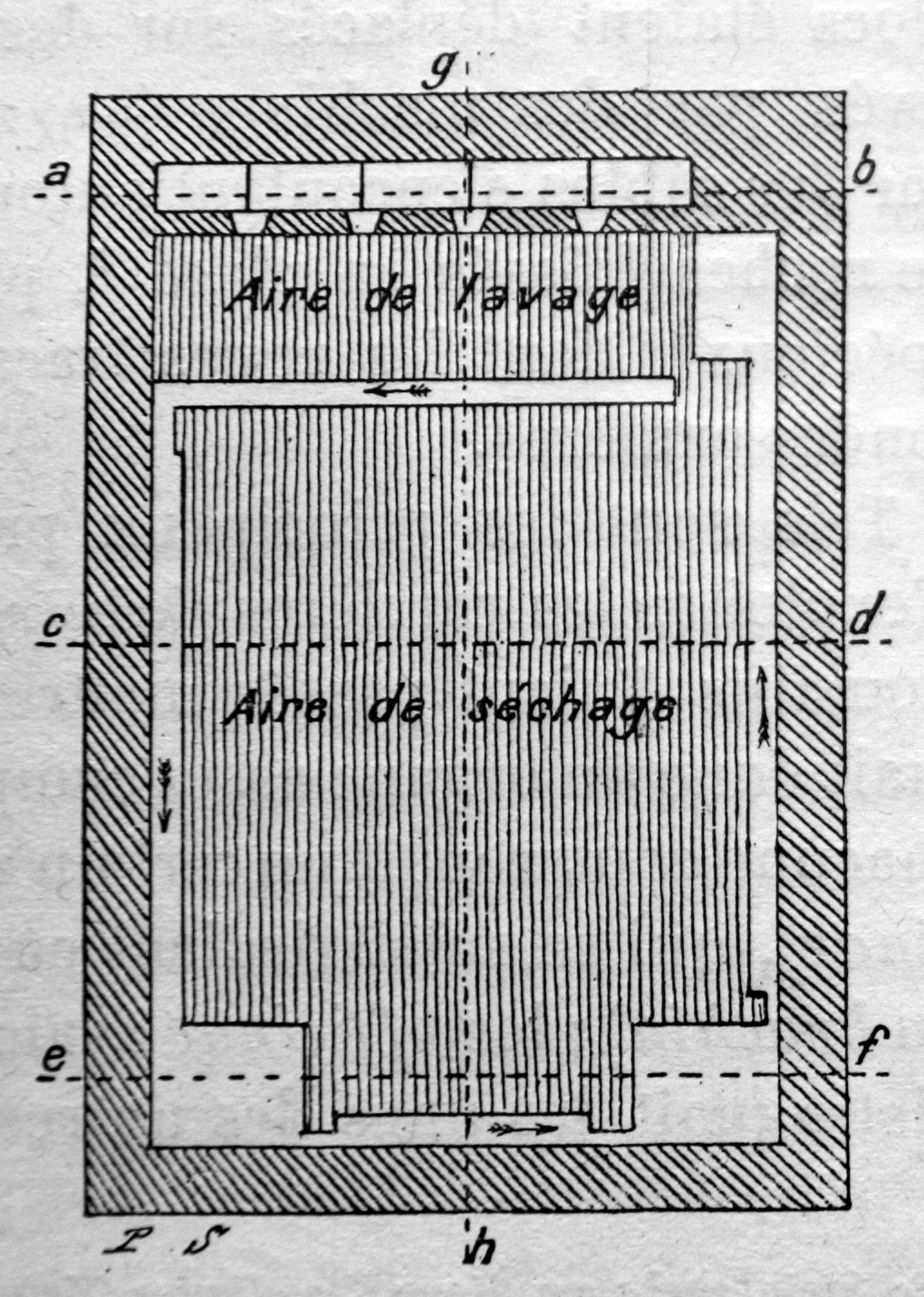
Schéma d'une laverie plane.

Le tri du minerai était ensuite effectué à grande eau sur l'une des très nombreuses aires de lavage aménagées, lesquelles étaient de taille variable (de quelques mètres carrés à plusieurs dizaines de mètres carrés). Creusées à même la roche et recouvertes d'un enduit étanche d'une grande qualité (plusieurs exemplaires de laveries disposent encore aujourd'hui d'un enduit intact), ces tables de lavage (katharistèria) semblent être une innovation de la fin du VIe siècle av. J.-C., innovation qui permit une meilleure exploitation du minerai : jusque-là, on n'exploitait que le minerai le plus riche en plomb, le reste étant abandonné. On a plusieurs exemples de laveries regroupées et esclaves de la même citerne pour leur approvisionnement en eau, mais ces ateliers pouvaient relever de différents propriétaires.
Le minerai broyé était étalé sur des tables de lavage légèrement inclinées. Depuis un réservoir surélevé, quatre à huit tuyères déversaient de l'eau sur ces tables de lavage, afin que les particules de gangue encore attachées au minerai soient entraînées par le courant en laissant sur place les particules minérales, plus lourdes. Pour favoriser cette séparation, les ouvriers brassaient le mélange à l'aide de grandes raclettes. Les sédiments légers entraînés par l'eau partaient dans un canal au bas de la table de lavage. Au fond de ce canal, les particules portées par l'eau rencontraient de petits barrages et se déposaient dans ces compartiments successifs, d'abord les plus lourdes, puis les plus légères. Ces boues étaient récupérées et étalées sur une table de séchage autour de laquelle tournait le canal. Une fois séchés, ces sédiments étaient à nouveau traités sur la table de lavage, de manière à extraire toutes les particules de minerai, même les plus petites. L'eau, débarrassée en bout de circuit de ces impuretés, était reversée dans le réservoir pour être réutilisée.

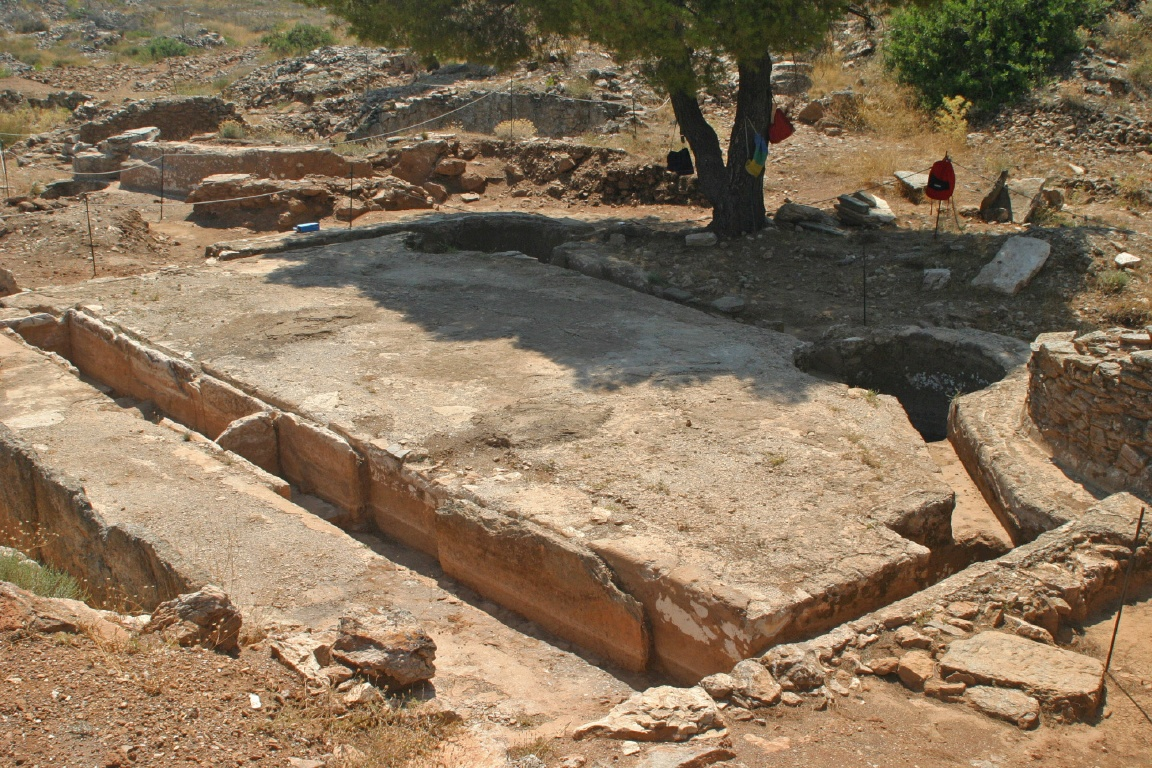
Aire de lavage du minerai, dans les mines du Laurion.

D'autres hypothèses ont été formulées pour expliquer le fonctionnement de ces laveries, sans que l'on puisse trancher définitivement en la matière. Constantin Conophagos, jugeant, en tant qu'ingénieur spécialiste de la concentration du minerai, que la sélection de ce dernier était rendue difficile par le caractère lisse de l'aire de lavage, a imaginé que les esclaves chargés du tri utilisaient des petits sluices en bois (canaux de bois amovibles dans lesquels sont disposés des obstacles pour piéger les particules métalliques) placés sous les jets d'eau venus du réservoir, les jugeant plus aptes à concentrer le minerai comme l'a montré l'expérimentation qui en a été faite. Cette hypothèse a cependant été contestée : aucune trace de telles installations n'est visible sur les aires planes où elles se seraient trouvées et « on reste surpris par l'aspect de bricolage qui caractérise cette adjonction de sluices mobiles alors que la laverie présente un aspect fini, soigneusement pensé et paraît constituer un tout cohérent et complet ». Il semble de ce point de vue que si les ouvriers avaient ressenti le besoin de sluices, ils les auraient maçonnés, comme le reste de la laverie, sur le modèle d'une laverie hélicoïdale.
Claude Domergue enfin a envisagé une alternative, également contestée par certains : en s'appuyant sur le fait que les tuyères d'évacuation se situent à une hauteur plus élevée que le fond du réservoir, il a émis l'hypothèse que c'est dans ce dernier que l'essentiel de la concentration s'opèrerait. Les ouvriers, munis de perches, remueraient en permanence l'eau du réservoir, ce qui entraînerait le dépôt au fond du réservoir des principales particules métalliques, les plus fines surnageant et s'échappant par les tuyères pour être filtrées conformément à l'hypothèse classique.

##### Laveries hélicoïdales
Ces laveries planes n'étaient pas les seules à être utilisées. On connaît au Laurion quatre vestiges de laveries d'un autre type, hélicoïdales, probablement contemporaines des laveries planes mais destinées au traitement de quantités moins importantes. Elles étaient constituées d'un cercle de canalisation ouverte de sept mètres de diamètre, légèrement en pente et au fond de laquelle se succédait une série d'alvéoles. Les sédiments mêlés à l'eau étaient versés au début du circuit ; au fur et à mesure qu'elles descendaient le long de la canalisation, les particules minérales contenues dans le mélange, plus lourdes, se déposaient dans les compartiments et pouvaient être prélevées, les matières plus légères continuant leur chemin. Placés à l'intérieur du cercle, les ouvriers agitaient le mélange pour faciliter le processus. En fin de circuit, l'eau était recyclée de la même manière que dans les laveries planes.

##### Citernes
Dans le cadre d'une telle sélection par densité, il était essentiel que les particules soient à peu près toutes de taille égale, d'où l'importance du calibrage obtenu grâce au broyage préalable. Compte tenu des grands volumes d'eau nécessaires à ces travaux, et de leur rareté dans le secteur du Laurion, il était également nécessaire d'en rationaliser la gestion. Cela passait d'abord, outre les aménagements évoqués plus haut pour ne rien perdre de l'eau utilisée, par la couverture des ateliers pour éviter au maximum l'évaporation.
Cela nécessitait surtout de recueillir un maximum d'eaux de pluie (les sources sont rares) pour alimenter les très nombreuses laveries tout au long de l'année (on a calculé qu'il fallait environ 1 000 m3 d'eau par an pour alimenter une laverie de taille moyenne), ce qui contraignait à multiplier les citernes, circulaires ou rectangulaires, voire de petits barrages réservoirs. On canalisait les eaux pluviales dans ces ouvrages en les construisant dans le fond des vallées. Cette volonté explique qu'ils se succèdent à courte distance sur plusieurs centaines de mètres et, réunis aux aires de lavage auxquelles ils sont raccordés par une canalisation couverte, forment tout un réseau relié par un canal central. Ces citernes, de taille variable (100 à 1 000 m3), étaient soit maçonnées, soit aménagées dans un creux naturel de la roche. Elles étaient toutes revêtues d'un enduit imperméable de même type, mais plus épais, que celui des laveries : il était essentiel que l'eau ne puisse pas échapper à l'usage qu'on lui destinait en s'infiltrant dans le sol. ces citernes sont en général précédées de bassins plus petits (de 2 à 5 m3) où l'eau se débarrassait de ses impuretés par décantation et, clarifiée, se jetait dans la citerne par un caniveau situé en partie haute du bassin. Enfin, pour éviter que la chaleur estivale provoque l'évaporation de l'eau stockée, on couvrait la citerne d'un toit de planches.

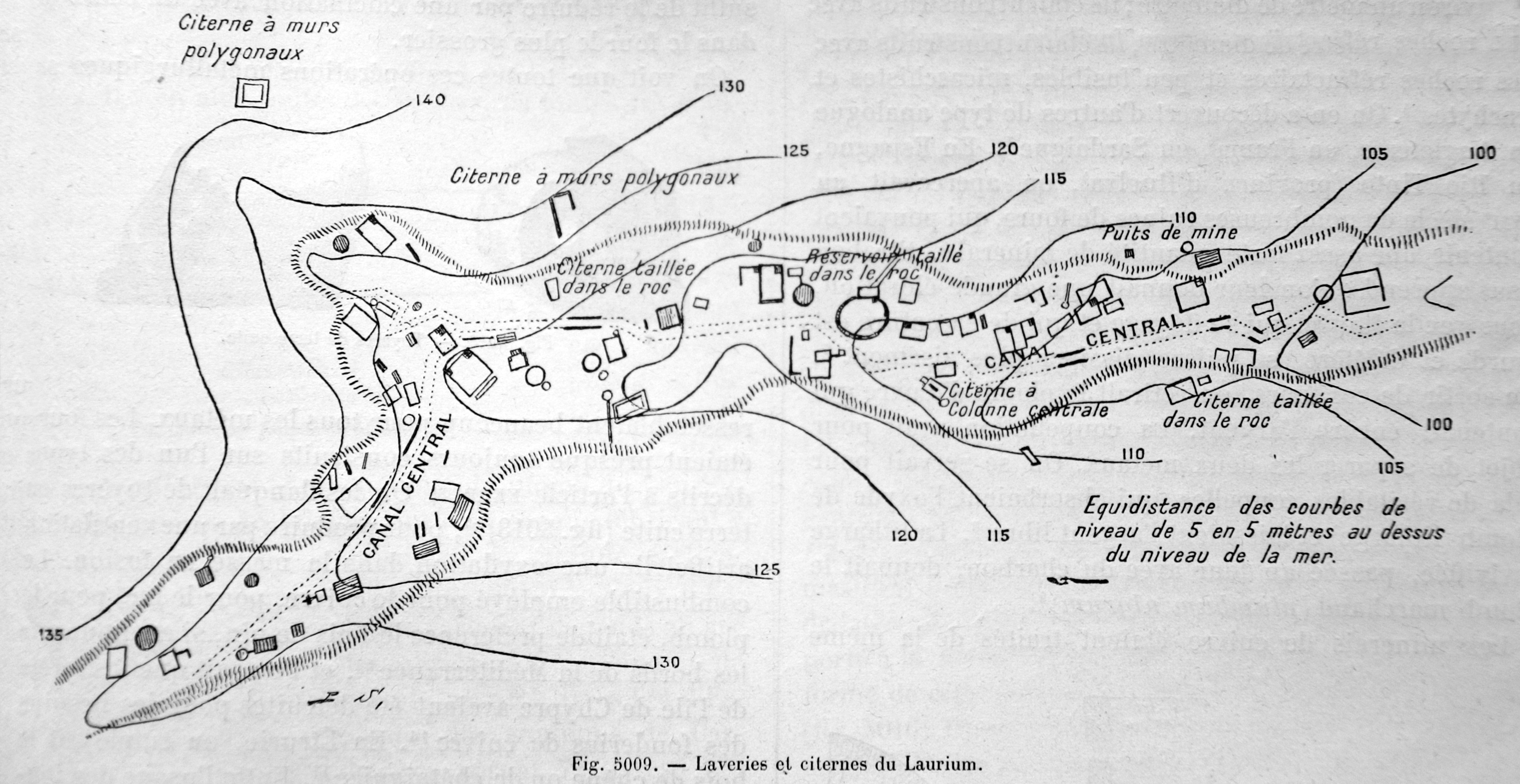
Succession de citernes et d'aires de lavage dans une vallée du Laurion (Val Botzaris).

### Le traitement métallurgique

#### Le plomb d'œuvre
Une fois préparé mécaniquement, le minerai devait subir le traitement métallurgique proprement dit, dans un lieu spécifique : on ne connaît pas d'exemple archéologique de réunion des deux opérations dans un même ergastèria. Le minerai préparé était placé dans des fours (kaminoi) d'un mètre de diamètre et de trois à quatre mètres de haut, fabriqués avec des blocs de roches réfractaires ou peu fusibles (micaschistes, trachytes). Leur nombre était soit relativement limité, soit concentré à grande distance des mines, soit les deux à la fois, comme le montre le fait que dans les baux miniers le terme kaminoi (« four ») n'apparaisse qu'à 6 reprises contre 83 pour le mot ergastèrion (« laverie ») lorsqu'il s'agit de délimiter les concessions. On installait en général plusieurs fours côte à côte, appuyés contre une terrasse qui permettait d'accéder à la cheminée du four, le gueulard, par l'intermédiaire duquel on déversait alternativement une couche de minerai et une couche de combustible (charbon de bois), tout en stimulant la fusion à l'aide de soufflets en cuir.
La combustion nécessitait de grandes quantités de bois (en tant que tel ou sous forme de charbon de bois, qui a l'avantage d'avoir une puissance calorifique une fois et demie supérieure à celle du bois sec) : cinq tonnes de bois étaient nécessaires pour traiter une tonne de minerai (une telle quantité de bois correspond approximativement à la production de cinq hectares de maquis). Les quelques forêts que possédait le Laurion de cette époque, fortement entamées d'ailleurs par leur surexploitation, ne suffisaient évidemment pas à assurer une telle production et le recours à l'importation devint rapidement indispensable, entraînant la mise en place de circuits commerciaux important drainant vers Athènes les pondéreux indispensables dont on avait besoin, notamment le bois de feu et de boisage. On peut expliquer ainsi la migration progressive des fonderies vers la côte, près des ports où est débarqué le bois importé des futaies de Macédoine, du Pont ou d'Eubée, notamment à Thorikos.
Quand la combustion était suffisamment avancée, le trou de coulée à la base du four était ouvert par les ouvriers et libérait, sous forme liquide, le minerai de plomb argentifère mêlé au reste du minerai. En se refroidissant, l'ensemble se divisait en deux couches solides, les scories surnageant. Ces scories, bien que contenant encore 10 % de plomb, étaient jetées en raison de la puissance calorifique importante nécessaire pour en extraire le minerai utile, ce qui donnait à une telle opération un rendement faible. Ce n'est qu'une fois les mines épuisées, à l'époque augustéenne, qu'on exploita ces scories. Les amas de scories obtenus de cette nouvelle fusion ne contiennent que 2 à 3 % de plomb, contre 8 à 10 % pour les scories anciennes, dont l'exploitation constitua d'ailleurs également l'activité principale des compagnies minières qui « redécouvrirent » le Laurion au XIXe siècle.

#### La coupellation et le façonnage de lingots de plomb et d'argent
Restait à extraire du plomb d'œuvre la part d'argent qu'il contenait : en moyenne, on disposait de trois à quatre kilos d'argent pour mille kilos de plomb. Dans ce but, le plomb d'œuvre subissait un nouveau passage en four, destiné à séparer les deux métaux, la coupellation, qui avait lieu généralement à proximité. Il était placé dans une coupelle en argile réfractaire, au centre d'un four voûté en argile. Autour de la coupelle, contre les parois intérieures du four, du charbon de bois de pin d'Alep était enflammé, sa combustion étant entretenue en permanence par des soufflets en cuir prolongés d'une tuyère ; la chaleur produite se réfléchissait sur la voûte et permettait ainsi de chauffer indirectement le contenu de la coupelle. À ces températures, oscillant entre 880 et 960 °C, et grâce à l'excès d'oxygène, le plomb s'oxydait en litharge (lithargyros), atteignait sa température de fusion et s'écoulait par une rigole hors du four à coupellation. L'argent, inoxydable à ces températures (il n'entre en fusion qu'à 960 °C), restait dans la coupelle ; il y était recueilli pour être fondu en lingots de formes variées, non sans avoir subi à nouveau un traitement du même type pour mieux l'affiner (l'opération permettait de faire passer la part de métaux étranger dans l'argent brut de 10 à 1 ou 2 %). Ce long processus permettait d'obtenir un argent pur à plus de 99 %, qui fit la réputation des tétradrachmes athéniens : Aristophane peut affirmer que ce sont « les plus belles de toutes les monnaies et à ce qu'il semble, les seules frappées au bon coin et d'un son légal ». L'argent était également utilisé pour fabriquer une multitude d'objets de la vie quotidienne (vaisselles, vases, coupes, statuettes, bijoux, armes, etc.).

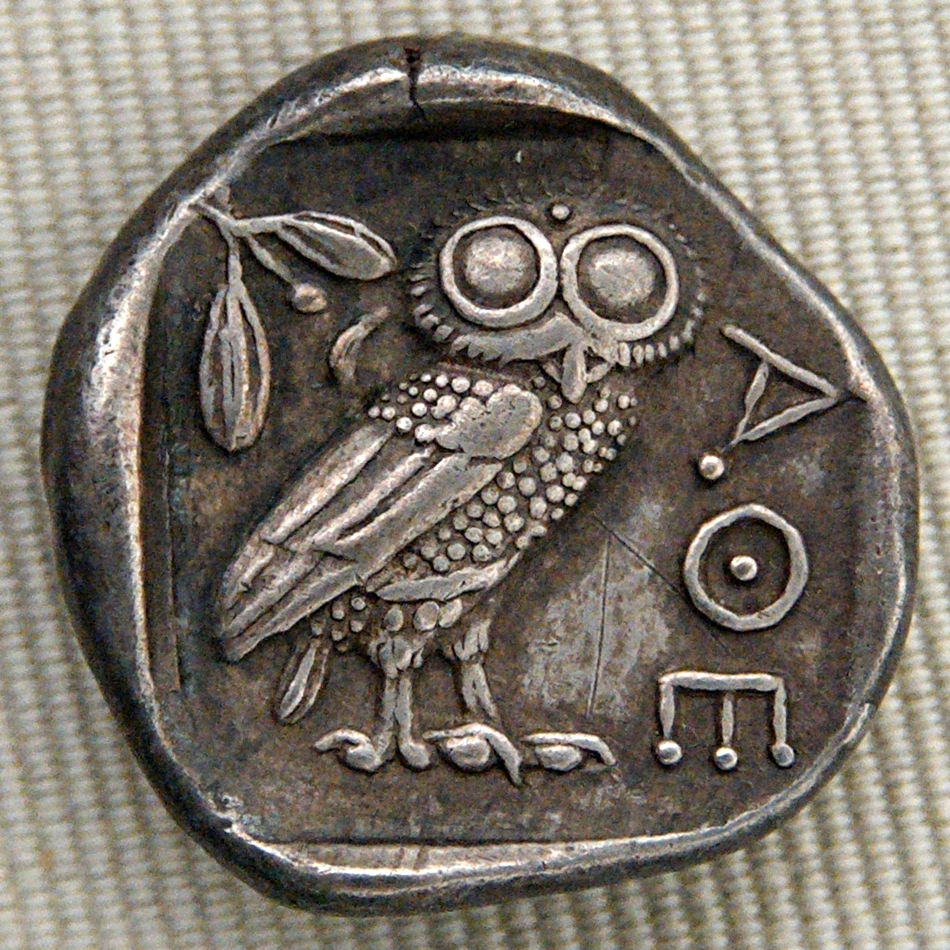
Tétradrachme d'argent, vers 450 av. J.-C. Cabinet des médailles de la Bibliothèque nationale de France.

Quant au plomb, il était récupéré par les ouvriers métallurgistes en passant à nouveau la litharge au four, ce qui lui faisait perdre son oxygène. On le fondait ensuite en « saumons » de quinze kilogrammes. Les usages de ce plomb redevenu métallique, appelé « plomb marchand », étaient nombreux. Ils servaient notamment au scellement des goujons de fer ou de bronze qui assuraient le maintien des blocs dont étaient constitués les fortifications du Pirée par exemple, ou les bâtiments publics comme ceux de l'Acropole. Le plomb était également utilisé pour façonner des conduites d'eau (on en a retrouvé de nombreuses à Délos, qui transféraient l'eau des toits vers les citernes) mais également toutes sortes d'objets de la vie quotidienne : vases, lampes, poids, ancres, balles de frondeurs, etc. Les pièces fourrées, constituées de plomb recouvert d'une fine couche de métal précieux (or ou argent) n'étaient également pas rares. La litharge elle-même servait de pigment jaune, de médicament ou de cicatrisant. Pline l'Ancien souligne que « l'écume d'argent la plus estimée est celle de l'Attique ». Globalement, la production de plomb répondait largement à la demande de l'époque, comme semble l'indiquer le prix très modique du kilogramme de plomb, et le fait qu'on a retrouvé, dans les vestiges d'ateliers, de nombreuses masses de litharge, ce qui semble indiquer que « les anciens n'étaient pas obligés, pour subvenir aux besoins du commerce, d'en revivifier la totalité ». Cette activité a probablement causé une pollution significative de l'environnement et un grand nombre de cas de saturnisme chez les animaux et humains en contact avec ce plomb ou ses vapeurs.
Au total, la production des mines du Laurion à l'époque antique a été estimée, avec une large marge d'erreur, à 3 500 tonnes d'argent et 1 400 000 tonnes de plomb.
Des historiens ont tenté, par différentes méthodes de calcul, d'estimer la production annuelle d'argent moyenne des mines lors de leur pleine exploitation. Qu'ils s'appuient pour cela sur l'estimation de la production de monnaies d'argent produites (Alain Bresson), sur le rendement des mines (Constantin Conophagos) ou sur les coûts d'exploitation (Christophe Flament), ils soulignent l'importance de cette production. Néanmoins, ces estimations annuelles varient beaucoup ; de 15 tonnes (566 talents) selon Alain Bresson à 20 tonnes (770 talents) selon Constantin Conophagos, voire 26 tonnes (1 000 talents) selon Christophe Flament. Du Laurion, en tout cas, sortaient chaque année des revenus (essentiellement privés) égaux ou supérieurs à ceux « que, bon an, mal an, la cité percevait du tribut des alliés » à l'époque de Périclès, soit 600 talents.

## Les mines du Laurion au cœur de l'économie athénienne

### Une source de richesse pour les Athéniens

#### Pour les concessionnaires
Pour les concessionnaires, les mines constituaient une activité potentiellement très profitable, même si sa rentabilité n'était pas garantie, comme le souligne le plaideur du Contre Phénippos : « Dans les mines d'argent [...], j'ai d'abord gagné de grosses sommes, j'en conviens ; mais aujourd'hui, j'ai presque tout perdu ». Les nombreux discours d'orateurs dont nous disposons datant du IVe siècle av. J.-C. et évoquant les mines dans des procès civils permettent de prendre la pleine mesure des investissements consentis et des profits importants encaissés par les entrepreneurs miniers : par exemple, Panténètos ne verse pas moins de 9000 drachmes à la cité pour la concession dont il dispose en 345-344 et le plaignant du Contre Phénippos, bien que n'ayant hérité de son père qu'une modeste fortune de 4500 drachmes, se retrouve, « après avoir faire de grands profits dans les mines d'argent », sur la liste des trois cents plus riches Athéniens astreints aux liturgies. De même, on apprend dans le Pour Euxénippe d'Hypéride que son exploitation minière a rapporté 300 talents en trois ans à Épicratès de Pallène et ses associés, si l'on en croit le sycophante qui en a dénoncé la légalité. Autre exemple : Diphilos, condamné à l'instigation de Lycurgue pour avoir abattu des piliers de soutènement dans une galerie, disposait d'une fortune s'établissant à 160 talents d'après Plutarque.
Les concessionnaires ne se contentaient pas en général d'extraire le plomb argentifère, mais investissaient pour maîtriser l'ensemble du processus d'extraction et de transformation du minerai, y compris la production finale de lingots de plomb et d'argent, en se rendant propriétaires d'ateliers de surface (ergasterion) qui faisaient ainsi figure de placement à long terme tant leur valeur pouvait être élevée : Panténètos doit ainsi emprunter 10 500 drachmes pour l'achat d'un atelier et de trente esclaves. Ils servaient également de caution pour les prêts comme l'indiquent six bornes hypothécaires retrouvées sur le territoire du Laurion.
En effet, le sous-sol était la propriété inaliénable de l'État athénien, mais les sols surplombant les mines restaient la propriété de particuliers,, de même par conséquent que les établissements de surface (laveries, ateliers métallurgiques) qui y étaient implantés : sur les stèles des polètes, les fourneaux cités sont tous la propriété de particuliers. Ainsi, les concessionnaires cherchaient éventuellement à se rendre propriétaire des terres correspondant en surface à leur concession pour y élever des ergasterion, ou à défaut à louer les ergasterion mis en place dans ce but par le propriétaire dudit terrain ou de terres alentour : Philippe Gauthier a souligné que l'édification d'ateliers de traitement du minerai par les propriétaires des terres de surface, ateliers loués aux concessionnaires, était économiquement bien plus logique qu'une prise en charge de tels investissements par les concessionnaires eux-mêmes, compte tenu de leur coût d'une part, de la durée relativement courte des baux d'autre part.

#### Pour les propriétaires d'esclaves

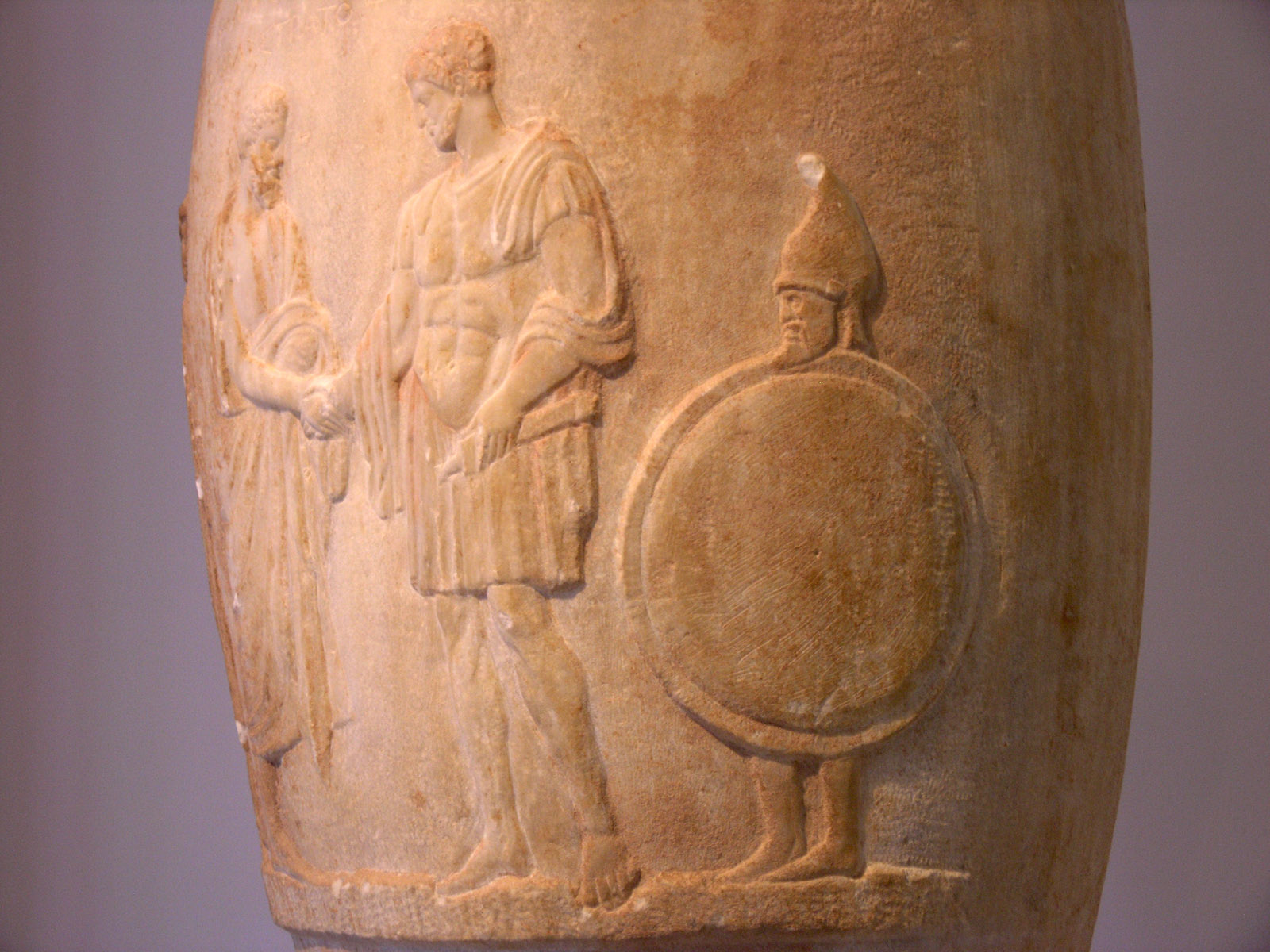
Loutrophore funéraire, à droite un jeune esclave porte le bouclier et le casque de son maître, v. 380-370 av. J.-C., Musée national archéologique d'Athènes.

Les mines constituaient par ailleurs une autre source de revenu pour les Athéniens, dans la mesure où, le plus souvent, les esclaves qui y travaillaient appartenaient à des particuliers qui les louaient aux concessionnaires, en moyenne pour une obole par homme et par jour, soit 60 drachmes par an. Or, si la valeur d'un esclave variait grandement en fonction de sa compétence, le prix moyen d'achat se situait entre 150 et 200 drachmes : ainsi, les trente esclaves de Panténètos qui travaillent dans son ergastèrion valent 4500 drachmes, soit 150 drachmes chacun. On comprend que ce type de location d'esclaves constitue un placement très prisé à Athènes : pour un esclave relativement compétent acheté 200 drachmes, le retour sur investissement était assuré en trois ans et quatre mois. De ce fait, certains Athéniens riches, comme Nicias, se spécialisèrent dans ce type de placement, qui n'était pas pour autant le privilège de ceux des Athéniens à disposer d'un important capital, comme le montre l'exemple de Dioclide, le dénonciateur des Hermocopides, qui avait « aux mines du Laurion un esclave dont il devait aller toucher la location ». Quelques années après, Xénophon suggéra même, sans être écouté, que la cité investisse dans un nombre important d'esclaves (trois par citoyen) pour les louer dans les mines et assurer ainsi à chaque citoyen des revenus réguliers.
Louer ses esclaves à des concessionnaires était d'autant plus profitable que ce dernier s'engageait à maintenir constant le nombre d'esclaves loués : « outre qu'il avait à entretenir (nourrir, vêtir, loger) les esclaves (2 à 3 oboles par jour et par esclave), le preneur devait supporter tous les risques ». Xénophon, toujours à propos de Nicias, précise ainsi qu'il louait ses esclaves à un concessionnaire « à condition que celui-ci lui paierait une redevance nette d’une obole par jour et par homme et maintiendrait toujours cet effectif au complet » : on voit bien ici que le loueur d'esclave s'engageait à restituer le même nombre d'esclaves à l'issue de la période de location, en substituant si besoin de nouveaux esclaves à ceux qu'il aurait « perdus ». Ainsi, si ce type de placement ne permettait pas d'envisager des bénéfices aussi importants que l'investissement minier proprement dit, il était comparativement d'une sûreté à toute épreuve, sauf si la demande d'esclaves à louer était trop faible, auquel cas « il fallait garder pendant un temps plus ou moins long ces nombreuses bandes inoccupées et improductives ».
Compte tenu de ces nombreux devoirs du preneur, on peut se demander quel intérêt il y avait à être locataire plutôt que propriétaire d'esclaves. En fait, l'avantage essentiel du système résidait dans sa souplesse. Le chantier nécessitait en effet une quantité variable de travailleurs : le fonçage (creusement) du puits, préalable à toute exploitation, est un ouvrage de longue haleine mais auquel on ne peut affecter qu'un nombre limité d'ouvriers. Pendant tout le temps de ce chantier, disposer d'un grand nombre d'esclaves qu'on ne pouvait faire travailler risquait d'être particulièrement ruineux. « En outre, la perte aurait été très grave si l'attaque, mal conduite, avait manqué le gisement métallifère ». L'exploitation de ce dernier, plus tard, nécessitait par ailleurs un nombre variable d'individus, en fonction de sa richesse. C'est pourquoi « les concessionnaires, autour d'un noyau d'esclaves bien dressés qui leur appartenaient, groupaient, selon les nécessités du moment, un nombre variable de manœuvres qu'ils louaient à des particuliers », ce qui leur permettait de ne pas faire d'investissement trop lourd avant d'avoir la certitude de disposer d'un filon rémunérateur.
Les quelques esclaves dont les concessionnaires étaient propriétaires constituaient un capital précieux qui pouvait être vendu ou gagé : Panténètos vend ainsi, avec son atelier de traitement du minerai, les trente esclaves qui y travaillent, et l'on dispose de plusieurs exemples d'inscriptions hypothécaires où les esclaves sont engagés conjointement à leur atelier.

### Une source importante de revenus pour la Cité
Pour expliquer la victoire des Grecs, et notamment des Athéniens, face à Xerxès, au cours de la deuxième guerre médique, Eschyle, dans Les Perses, évoque trois raisons : la technique militaire (la phalange hoplitique), l'organisation politique (la démocratie) et « une source d'argent, un trésor que leur fournit la terre ». Il est évidemment fait ici référence aux mines du Laurion, dans la mesure où celles-ci assuraient à la cité athénienne une position de force dans un monde égéen de plus en plus monétarisé et dont le principal gisement de plomb argentifère se trouvait en Attique. L'État athénien, propriétaire éminent du sous-sol de la cité, tirait en outre directement d'importants revenus de l'exploitation, par des particuliers, de ces gisements.
S'il semble acquis que les revenus les plus importants -en tous les cas, ceux sur lesquels nous sommes le mieux renseignés- semblent liés aux loyers versés par les concessionnaires, comme le souligne le souci de la cité d'interdire toute exploitation minière sans déclaration préalable, les historiens ont cependant de grandes difficultés à comprendre concrètement selon quelles modalités l'État athénien prélevait à son profit une part des richesses produites dans les mines du Laurion. À ce propos, la remarque d'Édouard Ardaillon en 1897 (« La question de la redevance payée par les concessionnaires est sans contredit la plus délicate et la plus obscure de toutes celles qui touchent à la législation minière des Athéniens ») reste valable et peut amener le lecteur à négliger ce problème complexe.

#### Un préalable: l'enregistrement des concessions sur les stèles des polètes
Le système d'adjudication des concessions minières nous est connu pour le IVe siècle av. J.-C., mais il est probable que cette réorganisation, peut-être par Callistrate, dans les années 370/360 diffère peu de celle qui prévalait au Ve siècle av. J.-C.. Les historiens s'appuient essentiellement sur un passage de la Constitution d'Athènes du Pseudo Aristote d'une part, sur des inscriptions du IVe siècle av. J.-C. retrouvées lors des fouilles de l'Agora d'Athènes, les « tables des Polètes » ou diagraphai d'autre part. Sur ces registres, placés sur l'agora à la vue de tous, des magistrats spécialisés, les polètes, parfois à chaque prytanie (comme en 367/66), plus souvent seulement au cours des deux premières prytanies de l'année, enregistrent les baux miniers accordés par la cité aux concessionnaires pour une durée et une somme déterminée. En effet, la cité est seule propriétaire de son sous-sol, et si le texte d'Aristote (et d'autres, notamment dus aux orateurs athéniens du IVe siècle av. J.-C.) parlent de « vente » et d'« achat » de mines, ce n'est pas la mine elle-même qui est cédée par l'État, mais seulement la possibilité de l'exploiter, de surcroît pour une durée déterminée et sans possibilité de la « sous-louer » ni de la léguer.
La stèle de marbre la plus ancienne que l'on ait retrouvée, et la seule à être complète, date de 367/66 ; 38 autres, à l'état de fragments, ont été retrouvées, qui s'étalent tout au long du IVe siècle av. J.-C. jusqu'à 300/299. Y sont toujours inscrits : le nom de la mine, inspiré d'une divinité ou d'un simple personnage, le dème où elle se situait, les limites de la concession, enfin le nom du preneur et la somme acquittée par ce dernier.

#### Les différentes catégories de baux miniers
Les polètes précisent souvent (mais pas systématiquement) le type de concession minière dont il s'agit : depuis les années 50, les historiens se sont beaucoup interrogés sur la signification de ces différentes catégories administratives, sans parvenir à établir un consensus.
Les principales controverses tournent autour de cinq dénominations : kainotomia, ergasimon, anasaximon, palaion anasaximon et sunkechorèmenon. Nous reprenons ici l'hypothèse de G. G. Aperghis, reprise par Claude Domergue et Christophe Pébarthe.
Une mine kainotomia correspond à une « nouvelle taille » : il s'agit d'une nouvelle prospection, de l'ouverture d'une nouvelle mine, enregistrée, mais qui n'est pas bornée dans le temps et ne nécessite aucun versement d'argent à la cité tant que le concessionnaire n'a pas découvert de minerai. À partir du moment où les excavations ont permis l'accès à un gisement de plomb argentifère, la mine change de catégorie et devient ergasimon. Le concessionnaire peut poursuivre l'exploitation de la mine pour une période courte (3 ans), contre le paiement d'une redevance forfaitaire de 150 drachmes. À l'issue de ce bail de trois ans, la concession devient anasaximon : elle est mise aux enchères et affermée au plus offrant pour une durée de dix ans maximum. À l'issue de ce nouveau bail, si la mine ne trouve pas de nouveau preneur, elle est abandonnée et devient palaion anasaximon jusqu'à ce qu'elle soit à nouveau prise à bail sous cette dénomination, toujours à l'issue d'enchères dont la mise à prix de départ serait de 20 ou 150 drachmes en fonction de la rentabilité supposée de la mine. Le terme sungkéchôrèmenon (« mines qui ont été concédées ») utilisé par Aristote réunirait sous un même terme anasaximon et palaion anasaximon, distinguant par là clairement les concessions soumises à enchères de celles disposant (provisoirement, dans le cadre d'un bail de trois ans) d'un paiement forfaitaire de 150 drachmes : les ergasima.

#### Revenus de la cité et droits d'enregistrement des baux miniers
Si cette catégorisation administrative des mines a de l'importance, c'est notamment parce qu'elle peut être liée aux sommes versées à la cité athénienne par les concessionnaires et donc expliquer les modalités d'enrichissement de l'État athénien grâce aux activités minières.
Il convient en la matière de partir d'un constat : la cité athénienne recueille d'importants revenus des mines du Laurion : 100 talents en 483 au moment de la loi navale de Thémistocle, et sans doute près de 200 talents au moment de leur plus intense exploitation dans les années 340, voire davantage à l'époque de Lycurgue. Cette importance des revenus miniers dans le budget de la cité est du reste soulignée aussi bien par Xénophon, qui montre Socrate se préoccupant davantage des mines que des problèmes de ravitaillement de la cité en blé, que par le Pseudo-Aristote ou par Aristophane, qui les situent devant les revenus du commerce.
La question centrale est de savoir selon quelles modalités les mines contribuent ainsi de façon majeure aux recettes de la cité. Un élément de réponse évident peut être tiré des stèles des polètes : à chaque bail de concession est associé une somme d'argent variable, allant de 20 à 6 100 drachmes. Il s'agit la plupart du temps de sommes relativement modiques : sur 74 occurrences, 39 baux entraînent un paiement de 20 drachmes, 21 de 150 drachmes, et seuls quatre baux dépassent les 900 drachmes. Pour que ces sommes représentent l'ensemble des revenus miniers annuels de la cité athénienne, il est nécessaire que leur paiement intervienne par prytanie, comme cela était le cas pour la ferme du cinquantième sur le blé si l'on en croit Démosthène : dans cette hypothèse d'un versement de ces sommes par les concessionnaires dix fois par an (l'année grecque est divisée en dix prytanies), la cité recouvrerait une somme de 180 talents, « somme qui s'inscrit tout à fait dans l'ordre de grandeur que permet de définir l'étude des finances athéniennes du IVe siècle av. J.-C. ».
Cette hypothèse (hypothèse 1), soutenue notamment par Christophe Flament, est contestée par d'autres historiens qui considèrent comme improbables les versements très importants qu'un tel système impliquerait pour les baux les plus élevés : pour celui de 6100 drachmes, cela représenterait 101 talents sur dix ans. On a ainsi évoqué une alternative, celle, conforme à l'usage établi pour les locations de terres sacrées par la cité, d'un paiement chaque année de la somme indiquée sur les diagraphai (hypothèse 2). Autre hypothèse (hypothèse 3), encore plus radicale : la somme correspondant à chaque bail sur la table des polètes représenterait l'ensemble des droits d'enregistrement à verser à la cité, le paiement étant assuré soit intégralement au moment de l'établissement du bail soit, en divisant la somme par le nombre d'échéances, chaque année ou chaque prytanie.
Une autre explication possible (hypothèse 4) a été avancée par Kirsty Shipton, en s'appuyant sur la mention d'une taxe de cinq drachmes appliquée à une concession évoquée dans les diagraphai et sur le fait que l'ensemble des redevances mentionnées sont divisibles par cinq : la somme acquittée par le concessionnaire et reportée sur les stèles des polètes serait calculée par multiplication de cette taxe de cinq drachmes par le nombre de prytanies du bail et le nombre de concessionnaires éventuellement associés sur la mine. Ce système permet de rendre compte de toutes les sommes indiquées sur les stèles : il serait dès lors logique que les mines ergasima, dont le bail était systématiquement de trois ans (soit trente prytanies), entraînent toutes le paiement d'une taxe de 150 drachmes (30 X 5), et le bail de 1210 drachmes par exemple correspondrait à une mine réunissant onze associés pour une période de deux ans et deux prytanies. Dans ce cadre, la somme de 20 drachmes acquittée pour plusieurs palaia anasaxima constituerait un droit forfaitaire, « vu les risques encourus pour la mise en exploitation d'une mine abandonnée »

#### Autres possibilités de prélèvements liés à l'activité minière
Cependant, dans cette hypothèse comme dans toutes les autres à l'exception de l'hypothèse 1, la cité disposait nécessairement d'autres moyens de prélever sa part des richesses produites dans les mines, puisque la somme de tous les versements annuels est loin de correspondre aux revenus que la cité tirait alors de l'exploitation des mines.
Première possibilité (hypothèse 5) : au droit d'enregistrement inscrit sur les tables des polètes, qui aurait « surtout une valeur symbolique concrétisant en quelque sorte la propriété éminente de l'État », s'ajouterait la location elle-même de la mine, dont le montant serait défini par la cité ou par des enchères. Mais on n'a pas de trace dans nos sources d'un tel paiement distinct.
G. G. Aperghis a proposé une autre solution (hypothèse 6) : l'entrepreneur minier verserait, outre le droit d'enregistrement payé aux polètes en début de bail, un pourcentage de sa production. C'est ce que suggèrent certains lexicographes tardifs, notamment Harpocration qui, au IVe siècle avance qu'à Athènes en 324 une part des revenus des mines revenait à la cité. Suidas surtout, au IXe siècle, rapporte qu'à une date non précisée, la cité recevait 1/24e des revenus des mines. Mais les mines désignées par Suidas sont appelées kainotomia, alors même que les stèles des polètes n'indiquent justement pas de redevance pour ces mines nouvellement ouvertes, ce qui a amené à supposer que cette anecdote se rapporterait à un prélèvement sur la production d'époque romaine.
On suppose qu'il existait également d'autres prélèvements liés à l'activité minière, dont le produit était donc proportionnel à son intensité : sans que cela soit assuré, il semble qu'il y ait une taxe sur les fourneaux destinés à séparer le plomb argentifère de sa gangue, de même qu'une taxe sur la monnaie frappée à partir de l'argent extrait (il semblerait cependant qu'en l'espèce il s'agisse de la prise en charge des frais de frappe : voir plus bas 4.4.4).
En définitive, si le principe de la proportionnalité entre le nombre d'exploitants des mines ou l'intensité de leurs découvertes d'une part, les ressources financières de la cité d'autre part, semble acquis, il apparaît que l'on ne peut avoir, en matière de mode de prélèvement par l'État athénien des richesses produites par l'extraction minière, de certitude absolue, aucune des hypothèses avancées n'étant absolument incontestable.

### Cadre juridique et encouragement de l'activité minière par la Cité
Pour ne pas être lésée par les particuliers qui exploitaient son sous-sol, la Cité appliquait de manière relativement stricte le cadre juridique établi pour l'ensemble des domaines publics affermés. Ainsi, tout retard dans le paiement des fermages entraînait une privation provisoire des droits civiques (atimie) et le doublement de la dette : c'est ce qui arrive à Panténètos comme à l'adversaire de Phénippos. En outre, comme tout bien foncier de l'État, une exploitation clandestine ou étendue au-delà des limites de la concession pouvait être dénoncée par le démarque comme par n'importe quel particulier : si l'accusation se révélait justifiée, le contrevenant était condamné à l'atimie et à une amende du double du prix de la mine ou de l'argent recueilli. Cette réglementation constituait une assurance pour la Cité, mais également pour les concessionnaires, protégés par la loi de tout empiètement par un autre de la part du sous-sol athénien à leur être affermé. Les polètes se portaient du reste garant que l'acquéreur disposerait de toute la jouissance du bien qu'il acquérait provisoirement.
De fait, même si l'essentiel des affaires liées aux mines pouvaient la plupart du temps être traitées dans le cadre du droit commun, pour que les prélèvements opérés sur l'activité minière par la Cité soient les plus importants possibles, il était nécessaire, compte tenu du caractère peu négligeable de l'investissement minier, que la cité assure les meilleures conditions d'exploitation aux concessionnaires en leur offrant un cadre réglementaire et juridique sécurisant. Ce cadre s'incarnait dans la « loi des mines » (nomos metallikos), qui précisait les conditions dans lesquelles l'exploitation pouvait être menée, et les problèmes qui pouvaient permettre d'ester en justice. Démosthène, pour le compte de son client Nicoboulos, en fait en 346-345 av. J.-C. une description assez précise : elle « définit avec précision les cas où il y a lieu de s'en remettre aux actions minières (dikai metallikai). Ainsi elle accorde une action à celui qui a été expulsé par un tiers de son exploitation. ». L'orateur poursuit en évoquant d'autres cas litigieux punis par la loi, sans qu'on puisse être certain que la liste est exhaustive : « enfumer la mine d'autrui, y pénétrer à main armée, prolonger des galeries à l'intérieur de la partie réservée »... On était particulièrement attentif à ce dernier cas : les limites de chaque concession ne devaient pas être transgressées. Cette délimitation très précise des exploitations se traduit par le grand nombre de puits, parfois très proches les uns des autres : chaque puits correspondait sans doute à une concession différente. On retrouve en profondeur la trace de ce strict découpage parcellaire, puisque dans la plupart des cas, aucune galerie horizontale ne relie ces puits pourtant parfois si proches : on distingue là la volonté de la cité d'empêcher tout empiétement des concessions les unes sur les autres. La loi interdisait en outre formellement d'entamer les piliers de soutènement des galeries, et établissait sans doute les responsabilités respectives entre concessionnaires associés.
Ces affaires étaient traitées dans le cadre d'un tribunal particulier (dikai metallikai) qui jugeait, après instruction par les archontes thesmothètes, les affaires liées strictement aux concessions minières. Les délais étaient réduits, comme pour les affaires commerciales : le procès devait être terminé un mois après ouverture de l'instruction. De fait, tout retard « pouvait causer un grave préjudice à la marche d'une ou de plusieurs exploitations, et comme la jouissance des lots était limitée à un temps relativement court, on avait intérêt à ne pas attendre pendant des mois l'issue d'un procès ».
Par ailleurs, toujours pour stimuler l'exploitation minière, l'État athénien permettait aux concessionnaires d'exclure leurs revenus miniers de l'assiette de calcul de l'eisphora. On ne connaît pas l'antériorité de cette mesure évoquée dans le Contre Phénippos (18, 23) en 328-327, tout comme la possibilité d'exclure les revenus des mines dans le cadre d'un échange de fortune (antidosis) : chaque partie « déclare [sa] fortune exactement et loyalement, sauf les entreprises dans les mines d'argent qui sont exemptées par les lois ».
Certains historiens ont souligné la cohérence de cet ensemble de mesures (même si une bonne part d'entre elles s'appliquaient à tous les biens du domaine public à Athènes) initiées par la cité dans le but de favoriser les activités minières, peut-être à l'initiative des riches citoyens soucieux à l'assemblée de défendre leurs intérêts au Laurion. D'autres ont même imaginé que le fonçage des puits d'accès au riche troisième contact, « avec leurs dimensions souvent normalisées, leurs verticalités parfaite, leur descente d'un seul jet jusqu'au fond, [ait pu être mené selon] un plan d'exploitation global, pensé et systématique » directement par la Cité. Mais on ne dispose pas d'éléments explicites dans les sources qui permettrait de le confirmer avec certitude.

### Mines et production monétaire à Athènes

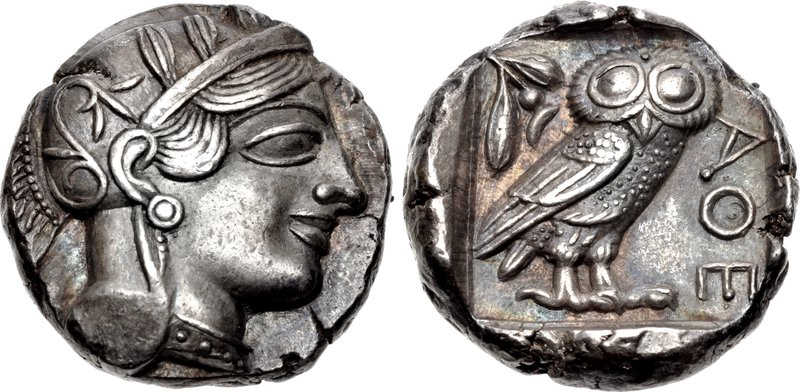
Tétradrachme d'Athènes, frappé avec du minerai d'argent, après -449.

Pour saisir la place tenue par les mines du Laurion dans l'économie athénienne de l'époque classique, il est nécessaire de définir les liens entre la production de plomb argentifère et la frappe de la monnaie d'Athènes.
On considère en général que les Grecs, notamment les Ligues (étolienne, achéenne, etc.), frappaient monnaie avant tout dans des contextes de guerre, pour rétribuer les troupes engagées. Or, il semble que ce n'était pas le cas pour Athènes, aussi bien à l'époque hellénistique qu'à l'époque classique. En effet, pendant la première moitié du IVe siècle av. J.-C., les frappes furent de faible ampleur au moment même où la cité était engagée dans des opérations militaires variées (d'abord de 395 à 386 au cours de la guerre dite corinthienne, puis presque continuellement de 378 à 355, voire 346) ; les frappes ne reprirent sur une grande échelle qu'à partir du milieu du siècle, alors que la cité avait renoncé aux coûteuses campagnes militaires visant à restaurer l'impérialisme athénien sur le monde égéen : on constate un réel décalage à cette époque entre production monétaire et intensité des actions militaires.
On doit donc chercher une autre raison aux variations, au IVe siècle av. J.-C., dans l'intensité de la production monétaire à Athènes. Or, au cours de la première moitié du siècle, l'exploitation des mines demeura aussi anecdotique que les frappes de chouettes athéniennes ; avec l'émergence d'une nouvelle monnaie de style pi, les frappes devinrent plus intenses au milieu du siècle, au moment même où l'activité minière était relancée à l'instigation d'Eubule : le lien semble évident entre production minière et monétaire.
Ce lien établi, reste à définir les modalités de la frappe des monnaies. Selon Alain Bresson, 83 % en moyenne de l'argent extrait était monnayé. Cette proportion ne correspondant évidemment pas à l'ensemble des prélèvements opérés par la cité sur la production des mines, il apparaît que les concessionnaires, directement ou par l'intermédiaire de l'État, envoyaient à la frappe l'essentiel de l'argent qu'ils avaient tiré de leur mine. Ainsi, ils disposaient du numéraire nécessaire au règlement des nombreux frais liés à leur exploitation, et écoulaient les nouvelles productions monétaires : « dans ce schéma, l'initiative de battre monnaie pourrait revenir non pas à la Cité, comme on le suppute habituellement, mais aux particuliers -principalement les entrepreneurs miniers- pour les besoins de leur activité ». Athènes n'avait pas de politique monétaire au sens moderne du terme, elle préférait en la matière s'en remettre à l'initiative des entrepreneurs miniers, persuadée à l'instar de Xénophon que « l'argent ne perdra jamais de sa valeur » et que par conséquent, plus on en retirerait du sol du Laurion, plus la communauté en tirerait profit.
Comment procédaient-ils ? On peut supposer que les concessionnaires, après avoir retiré du produit des fours l'argent destiné à la vente directe aux orfèvres et joailliers, emmenaient l'essentiel de leur production à l'atelier monétaire et assumaient de ce fait les coûts de fabrication de la monnaie, ce qui expliquerait la bonne cote des monnaies athéniennes à l'étranger soulignée par Xénophon : l'État n'ayant pas besoin d'acheter l'argent pour le transformer en monnaie, le poids et l'aloi de cette dernière était irréprochable. Dans ce cadre, certains historiens considèrent que la frappe de la monnaie ne se faisait pas à Athènes même comme on l'a longtemps considéré, mais au Laurion, dans la continuité immédiate des procédures d'affinage du minerai. L'étude publiée en 2001 à propos du bâtiment situé au sud-est de l'Agora et traditionnellement considéré comme l'atelier monétaire athénien (argurokopeion) a en effet démontré qu'on y frappait essentiellement des monnaies de bronze et qu'il n'avait été édifié qu'à la fin du Ve siècle av. J.-C. Si les monnaies d'argent n'étaient pas frappées dans ce bâtiment, rien ne s'oppose à ce qu'elles l'aient été à proximité immédiate des fours de coupellation, au Laurion même.